# Waorani

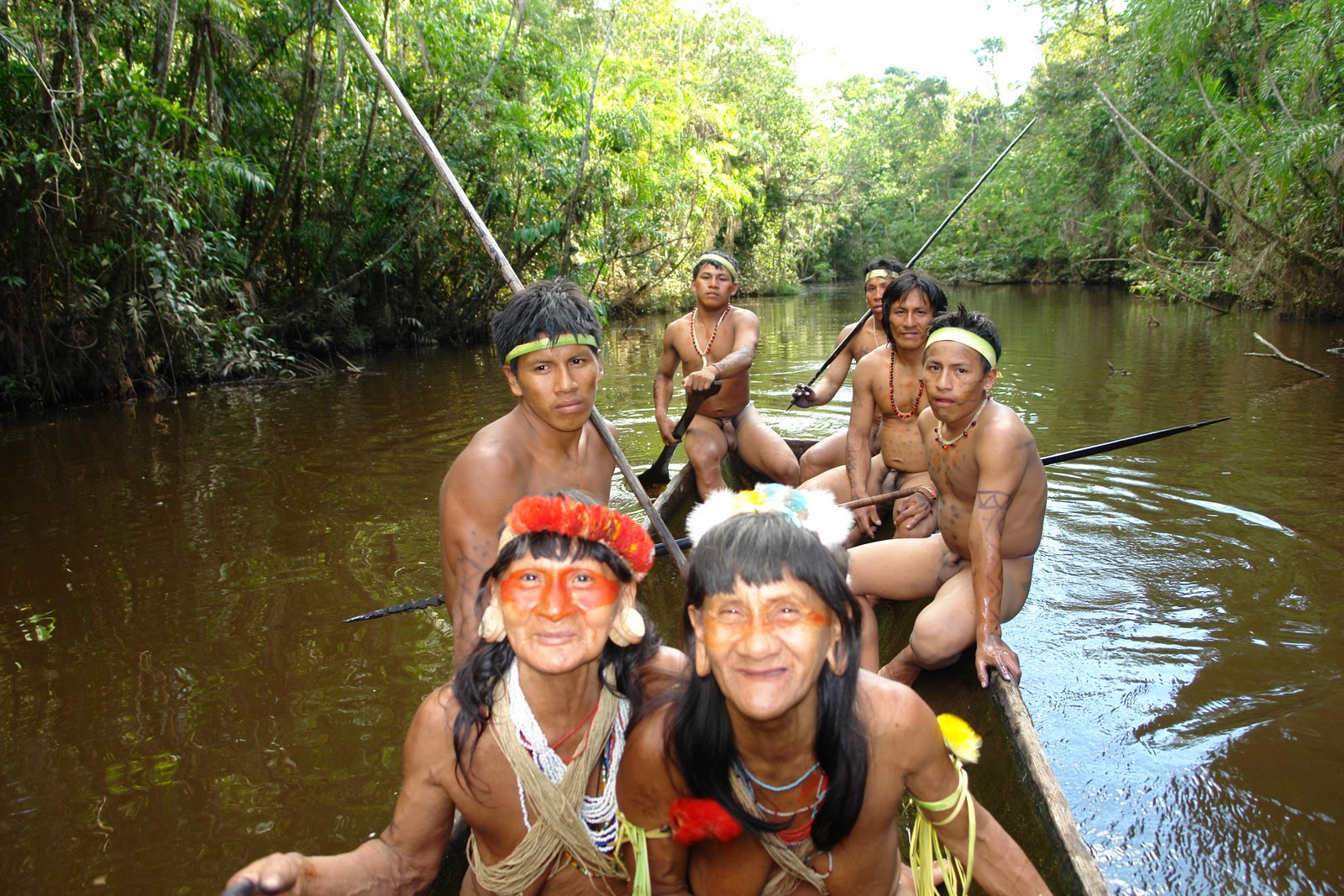
Waorani posieren in traditioneller Aufmachung im Einbaum für Touristen. Bis auf die wenigen isolierten Gruppen im Regenwald tragen die Waorani heute westliche Kleidung, wohnen in Holzhäusern, nutzen Außenbordmotoren und Taschenlampen, gehen zumeist mit dem Gewehr auf die Jagd und fischen mit Dynamit.

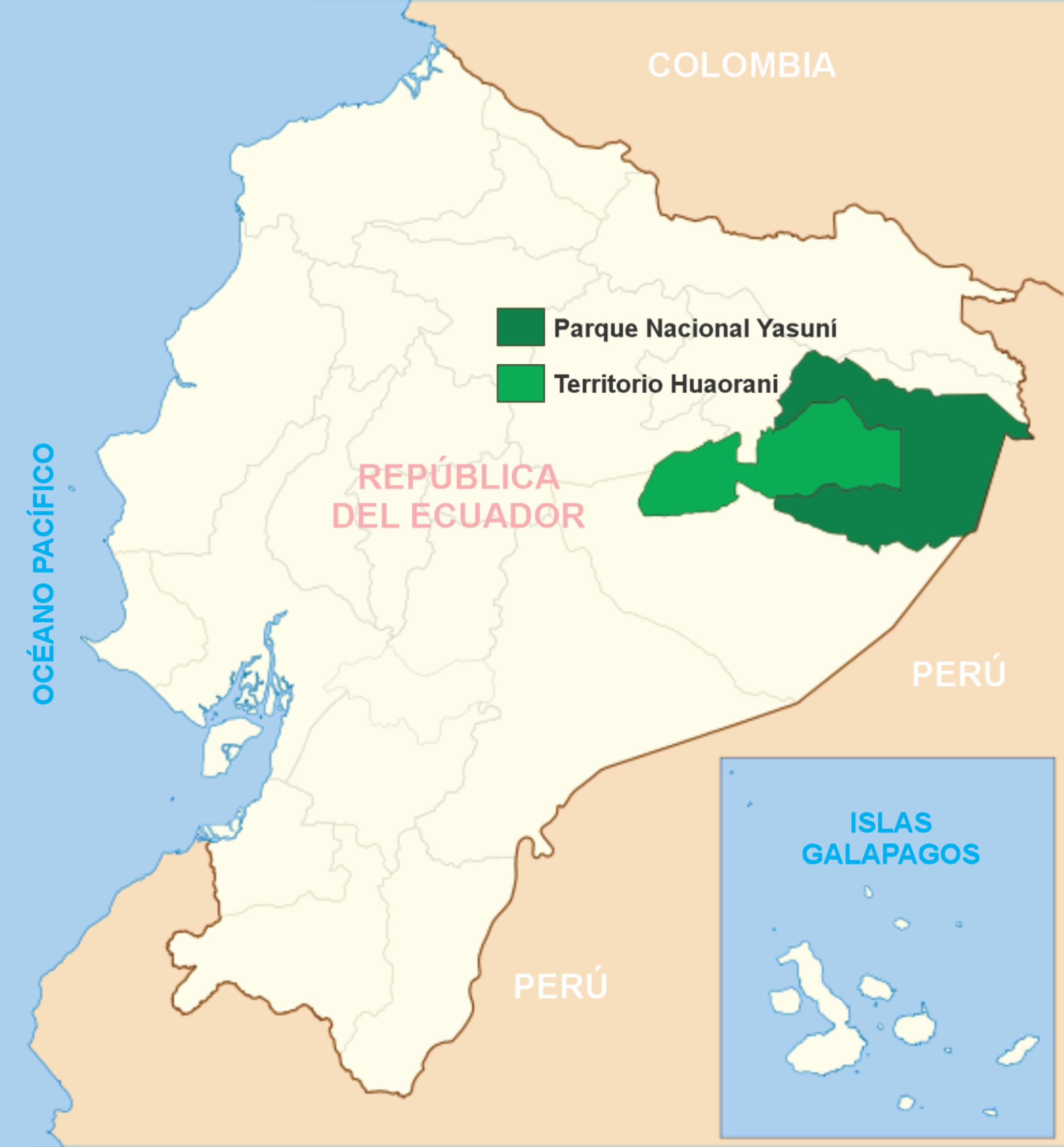
Lagekarte des Waorani-Territoriums und des von ihnen genutzten Yasuní-Nationalparks in Ecuador

Die Waorani oder Huaorani (Eigenname, gesprochen Wao-Rani, auch Wao / Huao, bedeutet Volk oder Mensch) sind eine indigene Ethnie, die in den Regenwäldern des westlichen Amazonasbeckens zwischen den Flüssen Río Napo und Río Curaray im Osten Ecuadors lebt. Man nimmt an, dass sie die ursprünglichen Bewohner des dortigen Yasuní-Regenwaldes sind. Sie sprechen eine weitgehend isolierte Sprache. Mindestens zwei Gruppen haben sich freiwillig jeglichem Kontakt mit der Zivilisation entzogen: Sie werden Tagaeri und Taromenane genannt.
Die Waorani vermieden sehr lange jeglichen Kontakt nach außen und begegneten Eindringlingen feindselig, weshalb sie weder von den Inkas, den spanischen Konquistadoren noch bis zur Hälfte des 20. Jahrhunderts von den Ecuadorianern unterworfen wurden. Deswegen wurden sie – und alle anderen freien Indianerstämme östlich der Anden – von den quechua- bzw. kichwasprachigen Ethnien mit der abwertenden Gruppenbezeichnung Awqa, auf Kichwa Awka (hispanisiert Auca) belegt, das u. a. Feind, Fremder, Wilder, Barbar, Verräter, Krieger, Heide bedeutet. In jüngerer Zeit wurde die Bezeichnung nur noch für die Waorani verwendet. Die Waorani werten die Bezeichnung Auca als Beleidigung.
Noch heute leben die meisten von ihnen vorwiegend von Jagd und Sammelwirtschaft sowie ergänzendem Feld- und Gartenbau. Bis in die 1960er Jahre durchstreiften sie halbnomadisch die Regenwälder. Heute ist der größte Teil der über 3.000 Waorani (2012), die auf 18 lokale Dörfer verteilt leben (2010), sesshaft. 80 % aller Waorani siedeln freiwillig im ehemaligen Missionsprotektorat, das nicht einmal 10 % ihres gesamten verfügbaren Lebensraumes ausmacht.
Der Übergang zur Sesshaftigkeit und die Annahme etlicher Kulturelemente der Tiefland-Kichwa – die seit etwa 1960 die Grenzregionen des Waoranilandes besiedelt haben – begann mit den massiven Missionierungsversuchen des evangelikalen Summer Institute of Linguistics (SIL) seit 1955. Weltweite Aufmerksamkeit erregten die Waorani durch ihre extrem kriegerische Kultur, insbesondere durch die Ermordung der ersten fünf SIL-Missionare im Jahr 1956. Etliche tödliche Angriffe auf Siedler und vor allem auf Mitarbeiter der Erdölgesellschaften fanden bis ins beginnende 21. Jahrhundert hinein statt. Neben den Missionaren hatte die seit den 1960er Jahren einsetzende Erdölförderung im gesamten Waoraniland die größten Auswirkungen auf die Lebensweise und den Lebensraum des Volkes.

## Geschichte

### Vorgeschichte, Konquista und Kolonialzeit
Über die Vorgeschichte der Waorani, ihre Ethnogenese und die Besiedlungsgeschichte ihres Lebensraumes ist nichts Konkretes bekannt. Ihren Mythen zufolge kamen sie „vor sehr langer Zeit“ (Besiedlung des Amazonasbeckens um 8.–10.000 v. Chr.) aus dem Osten.
Während des weitgehend erfolglosen Vorstoßes der Inka im 15. Jahrhundert von den Anden im Westen in den Oriente Ecuadors übernahmen einige Ethnien ihre Sprache (Quechua) und einige Kulturelemente, während die Waorani Kontakte mieden. Das Gleiche gilt für die 1541 mit der Amazonasexpedition von Francisco de Orellana beginnenden sporadischen Versuche der Spanier, in den Oriente vorzudringen. In der darauffolgenden Zeit – bis zur Gründung der Republik Ecuador im Jahr 1830 – gründeten jesuitische Missionare einige Orte am Fuß der Anden. Daraus folgte zwar keine nachhaltige Besiedlung des Umlandes, dennoch entstand ein erhöhter Migrationsdruck, der nach Ansicht des US-amerikanischen Archäologen Donald Lathrap die zurückgezogene Lebensweise der Waorani erklärt (Siedlungen auf Anhöhen fernab der großen Flüsse: schlechtere Böden, jedoch bessere Feinderkennung und Fluchtmöglichkeiten; häufige Verlagerung der Siedlungen). Auch die sehr hohe Gewaltbereitschaft ihrer Kriegerkultur wird auf den seit der Konquista kontinuierlich gestiegenen Migrationsdruck zurückgeführt.

### 1830 bis 1955: Zunehmende Konfrontationen
Auch nach der Unabhängigkeit Ecuadors gab es bis 1940 keine staatlich gelenkte Besiedlung des Waoranigebietes. Das Interesse am Oriente war gering und man begnügte sich mit der Zivilisierung und Christianisierung der Indianer im Rahmen der Mission durch die katholische Kirche, die jedoch die Waorani praktisch nicht erreichte.
Die ersten massiven Kontakte mit Fremden fanden in Form zahlreicher blutiger Konflikte während des Kautschukbooms im Zeitraum von 1880 bis 1915 statt: Die Waorani griffen immer wieder in den Sammelgebieten entlang der Flüsse Napo und Curaray an und töteten gnadenlos. Dies führte zu organisierten Hetzjagden auf die Indigenen mit dem Ziel ihrer Vernichtung und Ausrottung. Nach dem Ende des Kautschukbooms gründeten einige ehemalige Kautschuksammler einige Haziendas und Estanzias an den beiden großen Flüssen (heute rund 40 Standorte). Nun wurden die „Aucas“ entführt, versklavt und als Zwangsarbeiter festgehalten. Dennoch gab und gibt es immer wieder Waorani, die sich freiwillig in die Schuldknechtschaft eines Grundherren (Patrón) begeben, um einer Blutfehde zu entgehen oder einfach um ihre Neugier zu befriedigen und Erfahrungen mit den Fremden zu sammeln. Wenn sie der Arbeit überdrüssig werden, flüchten sie – zumeist erfolgreich – zurück in die Wälder.
Zwischen 1920 und 1956 kam es zudem immer wieder zu Zusammenstößen der Waorani mit Goldsuchern und privaten Abenteurern. Ab 1941 sah sich die Regierung durch den Krieg mit Peru – bei dem ca. 40 % des ecuadorianischen Staatsgebietes annektiert wurden – erstmals veranlasst, lenkend in die Besiedlung des Oriente einzugreifen, indem sie ehemalige Militärs im Grenzgebiet ansiedelte und einige Militärposten gründete, die bis heute Bestand haben. Seitdem ist das Militär rund um das Waoranigebiet präsent.
1937 vergibt der Diktator Federico Páez erstmals Erdölförderkonzessionen für den Oriente. Shell del Ecuador Ltda. erhält dabei eine Konzession für 100.000 km². Der kriegerische Widerstand der Waorani war jedoch so heftig, dass die Prospektionsarbeiten in ihrem Gebiet 1950 wieder eingestellt wurden.

#### Rückzug in die freiwillige Isolation (Taromenane)
Eine Vermutung besagt, dass sich die heute als „Taromenane“ (auch Tarameni oder Taromenga) bezeichneten Lokalgruppen wahrscheinlich zur Zeit des Kautschukbooms von den Waorani abspalteten, um den zunehmenden Konflikten zu entkommen. Sie leben seither irgendwo im Bereich des südlichen Yasuní-Nationalparks. 1992 wurden sie von Ölarbeitern der Firma Petroecuador bei Prospektionsarbeiten und seismischen Untersuchungen entdeckt. Ethnologen gehen davon aus, dass sie sich mittlerweile sprachlich und kulturell von den Waorani unterscheiden.

### 1955–1982 Evangelikale Missionierung und Migrationsbewegungen
Die „Zivilisierung“ der Waorani begann in den 1950er Jahren auf Betreiben evangelikaler Missionare des US-amerikanischen Summer Institute of Linguistics (SIL), der weltgrößten Missionsgesellschaft und Schwesterorganisation der Wycliff-Bibelübersetzer. Der damalige ecuadorianische Präsident José María Velasco Ibarra setzte auf die von ihm eingeladenen SIL-Missionare, um alle Tieflandvölker in das „ökonomische, zivile und geistliche Leben ihres Vaterlandes auf fruchtbare Weise einzugliedern“. Den Katholiken war dies nicht gelungen.
Die SIL-Missionarin Rachel Saint führte Anfang 1955 linguistische und ethnologische Studien an der Waoranifrau Dayuma durch, die mit drei anderen Mädchen vor stammesinternen Fehden geflohen war und seit geraumer Zeit auf der Hazienda Ila arbeitete. Saint hielt sich für die von Gott einzig Auserwählte, um die Waorani zu evangelisieren. Ihr Bruder Nate und vier weitere junge SIL-Missionare (Jim Elliot, Ed McCully, Peter Fleming und Roger Youderian) wollten ihr jedoch den Ruhm streitig machen und versuchten nahezu unvorbereitet (niemand sprach Wao oder kannte die kulturellen Eigenarten der Waorani) eine Gruppe zu kontaktieren. Am 3. Januar 1956 errichteten sie am Fluss Curaray ein Lager. Zunächst warfen sie Geschenke aus einem Flugzeug über den Hütten ab. Es kam, soweit sich rekonstruieren lässt, bald zum Kontakt, bei dem es jedoch von Anfang an zu verschiedenen Missverständnissen kam, die die Waorani irritierten. Als diese am 8. Januar bemerkten, dass die Fremden Gewehre im Sand versteckt hatten, wurden die Amerikaner von den Waorani mit Lanzen getötet. Das Ereignis wurde später als „Massaker von Palm Beach“ weltberühmt und mehrfach verfilmt.
Trotz dieses Ereignisses setzten Jim Elliots Witwe Elisabeth Elliot und Nate Saints Schwester Rachel ihre missionarischen Bemühungen fort. Saint sah es als göttliches Zeichen an, dass Dayuma zufällig der Waoranigruppe angehörte, die das Massaker verübt hatte. Sie nutzte Dayuma nun als Sprachlehrerin und Vermittlerin für den ersten erfolgreichen Kontakt, der 1958 stattfand. Elisabeth Elliot und Rachel Saint lebten für einige Zeit unter den Waorani.
Zur gleichen Zeit begann aufgrund einer Dürreperiode in anderen Landesteilen eine zunehmende Migration verarmter Städter und landloser Bauern (zumeist Kichwa oder Shuar) in den Oriente. Diese Entwicklung sowie die Erfolge des SIL veranlassten die Regierung Anfang der 1960er zu einem ersten Landnahmeprogramm „zur sofortigen Eroberung des ecuadorianischen Amazonasgebietes“, das jedoch nur sehr verhalten anlief.
1969 erlaubte der Staat dem SIL die Gründung eines 1.600 km² großen sogenannten „Missionsprotektorates“ (Tehueno) im Südwesten des Waoranigebietes. Zeitlich fiel diese Erlaubnis mit diversen Angriffen der Waorani auf Ölprospektoren zusammen. Die anschließenden Bestrebungen von Rachel Saint und Dayuma (die in zunehmendem Maße Eigeninitiative ergriff) zur Umsiedlung der Guikitairi-Waorani waren ungewöhnlich erfolgreich.
Bis zur Mitte der 1970er Jahre schottete sich das Protektorat zunehmend von der Außenwelt ab, um die Indianer vor „den Krankheiten der gottlosen Welt“ zu beschützen. Saint und Dayuma „regierten“ darin wie Herrscher, die jegliche Kontakte missionsfremder Personen mit den Waorani unterbanden. Viele Indianer wollten dies jedoch selbst bestimmen und verließen daraufhin das „Missionsgefängnis“. Sie gründeten einige neue Siedlungen im ursprünglichen Waoranigebiet.
1971–1978 kam es zu Zwangsumsiedlungen aus einigen Dörfern (im Wirkungsbereich der Ölkonzerne) ins Protektorat, wo nunmehr 80–90 % der westlichen Waorani lebten. Die hohe Besiedlungsdichte im kleinen Protektorat führte zu einem drastischen Rückgang der Beutetiere und Nahrungspflanzen, so dass eine Hungersnot entstand. Unter anderem prangerte der deutsche Biologe und Ethnologe Erwin Patzelt diese Umstände vor dem ecuadorianischen Kabinett an, so dass es 1978 zu einem Verbot der Zwangsumsiedlung, der Gründung des nationalen Institutes zur Kolonisierung des Amazonas-Tieflandes (INCRAE) und der erstmaligen formalen Anerkennung der dort lebenden Ethnien kam.
Schließlich wurde das SIL auf Antrag verschiedener indigener Organisationen und einer zunehmend antiamerikanischen Haltung Ecuadors 1982 des Landes verwiesen. Nichtsdestotrotz blieben viele Missionare vor Ort und führten ihre Arbeit im Namen anderer protestantischer Organisationen fort. Das aufgelöste Missionsprotektorat (bzw. aufgrund eines Rechenfehlers nur 667 km² davon) wurde 1983 zum ersten offiziell anerkannten Waorani-Reservat.

### Seit 1963: Erdölförderung und Kulturwandel

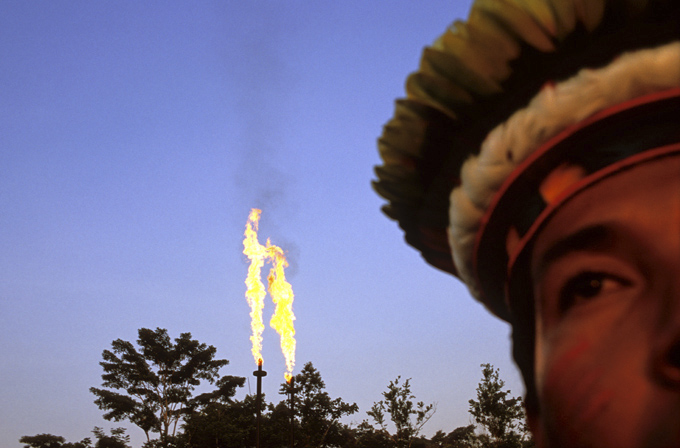
Oriente-Indianer vor einer der typischen Erdgasfackeln an einem Erdölbohrloch

1963 vergab die damalige Militärdiktatur erneut Ölförderkonzessionen für ein Gebiet von insgesamt 14.000 km² im Oriente. Davon betroffen waren auch große Teile des Waoranigebietes. 1967 begann die Förderung durch die beiden US-Firmen Texaco und Gulf nördlich des Río Napo. 1967 bis 1973 suchte die Fa. Anglo Ecuadorian Oilfields auch im Wao-Gebiet nach Öllagerstätten. Die lärmintensiven seismischen Untersuchungen brachten die Waorani in Bedrängnis und es kam wie 30 Jahre zuvor zu etlichen Angriffen mit Toten auf Seiten der Ölarbeiter. Die anschließenden Erkundungsbohrungen waren bei drei von zehn potentiellen Lagerstätten positiv und die Firmen waren entschlossen, trotz der drohenden Gewalt mit der Förderung zu beginnen.
Seit Ende der 1960er Jahre vollzog sich zwischen der von Texaco gebauten Pipelinestraße Vía Tiguino (damals „Vía Auca“ genannte Straße von Puerto Francisco de Orellana am Napo nach Süden) und den bestehenden Missionsstationen eine rasante und großräumige Besiedlung durch rund 5.000 Kolonisten aus allen Teilen des Landes mit massiven Konsequenzen in den okkupierten Indianergebieten: Bis 1990 kam es zur unkontrollierten Ansiedlung von Holz-, Agrar- und Tourismusunternehmen mit erheblichen Zerstörungen in den Regenwaldgebieten auf 350 km² des nordwestlichen Waoranilandes. Viele Gebiete sind hier bereits bis auf den Fels erodiert. Zudem entstanden erhebliche soziale Probleme wie steigende Kriminalität, Alkoholismus und zunehmende Krankheiten unter den Indigenen durch die Umweltverschmutzung in Folge der Ölförderung und bislang unbekannte Ansteckungskrankheiten.
Während dieser Zeit nahmen einerseits etliche weitere Erdölkonzerne ihre Arbeit auf und andererseits stieß die Erdölförderung im Oriente aus verschiedenen Gründen international auf zunehmende Kritik. Auslöser war insbesondere die Ölkatastrophe im nördlichen Amazonastiefland Ecuadors, bei der zwischen 1964 und 1992 über 60.000 t Ölrückstände und über 55.000 t Rohöl in die Umwelt gelangten. Vor diesem Hintergrund wurde 1990 die ONHAE („Organización de la Nacionalidad Waorani de la Amazonia Ecuatoriana“) als zentrales politisches Organ der Waorani anerkannt und das bestehende Waorani-Territorium wurde sehr großzügig auf ein Drittel ihres einstigen Lebensraumes vergrößert 2001 wurde das Territorium im Nordwesten nochmals um 290 km² auf insgesamt fast 8.100 km² vergrößert. 2007 wurde die ONHAE in „Nacionalidad Waorani del Ecuador“ (NAWE) umbenannt.

#### Rückzug in die freiwillige Isolation (Tagaeri)
1965 kam es erneut zu einer Abspaltung einer Waoranigruppe, die sich in die Isolation zurückzog. Aufgrund einer Bluttat innerhalb einer Familie, die aus Streitigkeiten über den Umgang mit vordringenden Missionaren, Siedlern und Soldaten entstand, trennte sich Taga, der Sohn eines von Soldaten erschossenen Anführers, mit 12 bis 15 Leuten vom Rest seiner Sippe. Diese Lokalgruppe wird heute „Tagaeri“ genannt. Beim Rückzug in den Urwald schlossen sich noch etliche verstreute Waorani der Gruppe an.

#### Konflikte mit den isolierten Gruppen (Tagaeri-Taromenane)
1999 wurden ca. 7.000 km² im Südteil des Yasuní-Nationalparks sowie einigen Teilen des nördlich angrenzenden Waorani-Territoriums zur „Verbotszone“ deklariert, die nur mit einer besonderen Genehmigung betreten werden darf („Zona intangible Tagaeri Taromenane“ – ZITT). Nach einem Dekret des damaligen Präsidenten soll dort zudem jegliche Förderung von Bodenschätzen ausgeschlossen sein. Bestehende Ölförderkonzessionen wurden gesperrt. Zu Anfang blieb es jedoch bei Absichtserklärungen.
2003 kam es zu einem Massaker an 15–30 Stammesmitgliedern der Taromenane durch andere Waorani, die in die ZITT eindrangen. Der Vorfall wurde nie richtig aufgeklärt und die bekannten Täter wurden nicht strafrechtlich verfolgt. Möglicherweise haben Holzfäller, die dort illegal Holz schlagen wollten, die Waorani angestachelt, um in Ruhe arbeiten zu können. Dieser und weitere Vorfälle schürten das Interesse der Weltöffentlichkeit, so dass sich auch die Vereinten Nationen damit befassten.
Auf Druck der UN kam es ab 2007 zu diversen Maßnahmen im Zusammenhang mit der ZITT: Das Gebiet wurde nunmehr auf einer Größe von 7.580 km² offiziell eingegrenzt. Am Ende der Vía Tiguiono wurde eine Kontrollstation an der ZITT-Grenze eingerichtet. Die innerhalb der Grenzen ansässigen (zivilisierten) Waorani-Gemeinschaften wurden vertraglich eingebunden. Ein neues Gremium überwachte die Umsetzung der Schutzmaßnahmen. 2008 wurde die Anerkennung der territorialen Rückzugsgebiete der isolierten Völker und ihre selbstbestimmte Lebensweise und Isolation unter Verpflichtung von Schutzmaßnahmen als Artikel 57 in die neue ecuadorianische Verfassung aufgenommen. Die Verletzung ihrer Rechte gilt seitdem als Straftat und Ethnozid.
Trotz der ZITT konnten die Gewalttaten nicht vollkommen eingedämmt werden: 2009 tötete eine isolierte Gruppe eine Siedlerfamilie am Rande der Verbotszone und für 2013 wurden zwei weitere blutige Auseinandersetzungen zwischen kontaktierten und isolierten Gruppen der Waorani dokumentiert. Dabei wurden 18 bis 30 Taromenane in der ZITT getötet und zwei junge Mädchen entführt.
Aufgrund der Isolation der Tagaeri-Taromenane ist eine strafrechtliche Verfolgung solcher Taten extrem schwierig oder wird von den zuständigen polizeilichen oder militärischen Kräften gar nicht erst eingeleitet.

#### Yasuní-ITT-Initiative

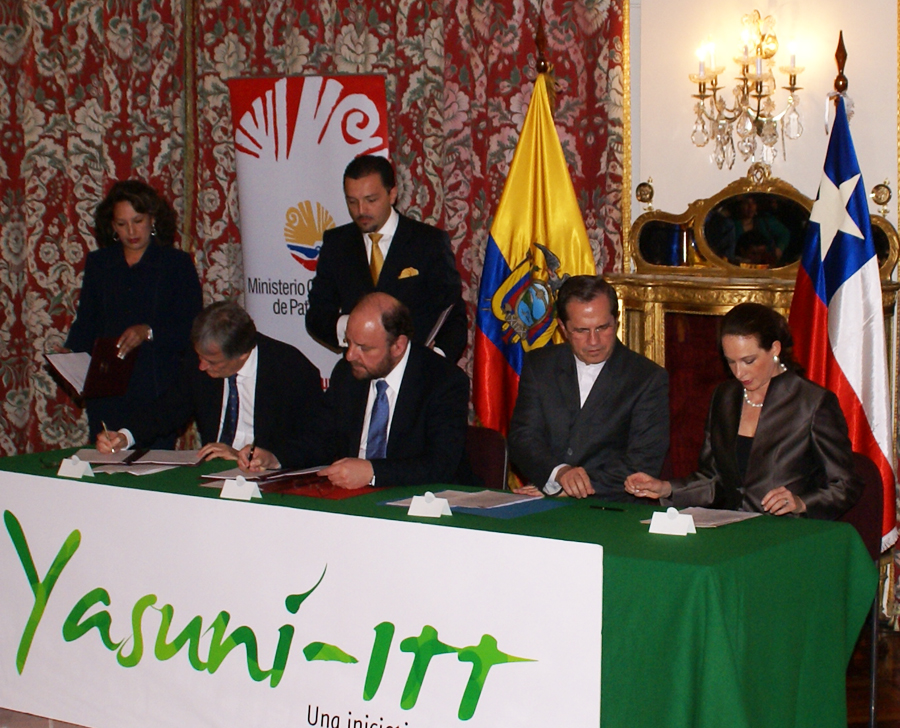
Ecuadorianische Politiker in der Yasuní-ITT-Initiative am 15. September 2010

2007 schlug Präsident Rafael Correa der UN-Vollversammlung einen ungewöhnlichen Deal vor: Gegen Zahlung eines internationalen solidarischen Ausgleichsbetrages von 3,6 Mrd. Dollar durch die internationale Staatengemeinschaft würde Ecuador auf die Ausbeutung des Ölfeldes Ishpingo-Tambococha-Tiputini (ITT) im nördlichen Yasuní-Nationalpark (außerhalb der Tagaeri-Taromenane Verbotszone) verzichten, um die Umwelt und die indigenen Ethnien zu schützen. Dort wurden 20–40 % der ecuadorianischen Ölreserven im Wert von 7,2 Mrd. Dollar. vermutet. Dieser Vorschlag geht auf eine Idee der NRO Yasuni-ITT-Initiative zurück. Mehrere Länder (darunter auch Deutschland) hatten ihre Zustimmung signalisiert. Der neue Entwicklungshilfeminister Dirk Niebel nahm die Zusage wieder zurück und ignorierte jegliche Aufrufe zu dem Thema.
Trotz weltweiten Zuspruchs von Umweltschützern und Menschenrechtlern musste Correa die Initiative 2013 für gescheitert erklären, denn es kam nicht einmal ein Bruchteil des Ausgleichsbetrages zusammen. Noch im gleichen Jahr darauf beschloss das Parlament die Freigabe der Erdölförderung.
Im September 2016 wurde die erste Ölplattform im ITT eröffnet. Die gewonnene tägliche Menge an Rohöl liege bei 23.000 Barrel, bis 2022 sollen es 300.000 Barrel sein.

#### Stärkung der Rechte der Indigenen und Erhalt von Regenwald
Im Jahr 2021 gewannen Vertreter der Waorani vor Gericht gegen die ecuadorianische Regierung, die 180.000 Hektar Land an Ölproduktionsgesellschaften versteigern wollte, ohne die Waorani darüber entscheiden zu lassen. Mit dem Gerichtsentscheid wurden insgesamt 500.000 Hektar Amazonas-Regenwald und Waorani-Gebiet dauerhaft vor der Ölförderung geschützt. Und zum ersten Mal in der Geschichte Ecuadors wurde einem indigenen Volk das Recht zugesprochen, in ihrem angestammten Land zu leben. Zu dem Erfolg vor Gericht wesentlich beigetragen hat die Umweltschützerin, Autorin und Präsidentin der Waorani, Nemonte Nenquimo. 2024 erschien das Buch „We Will Not Be Saved“ (deutsche Ausgabe: „Tochter des Regenwaldes: Meine Wurzeln, mein Volk und unser Kampf gegen die Zerstörung unserer Heimat“) über ihre Geschichte und das Volk der Waorani von Nemonte Nenquimo und Mitch Anderson.

## Isolierte Gruppen

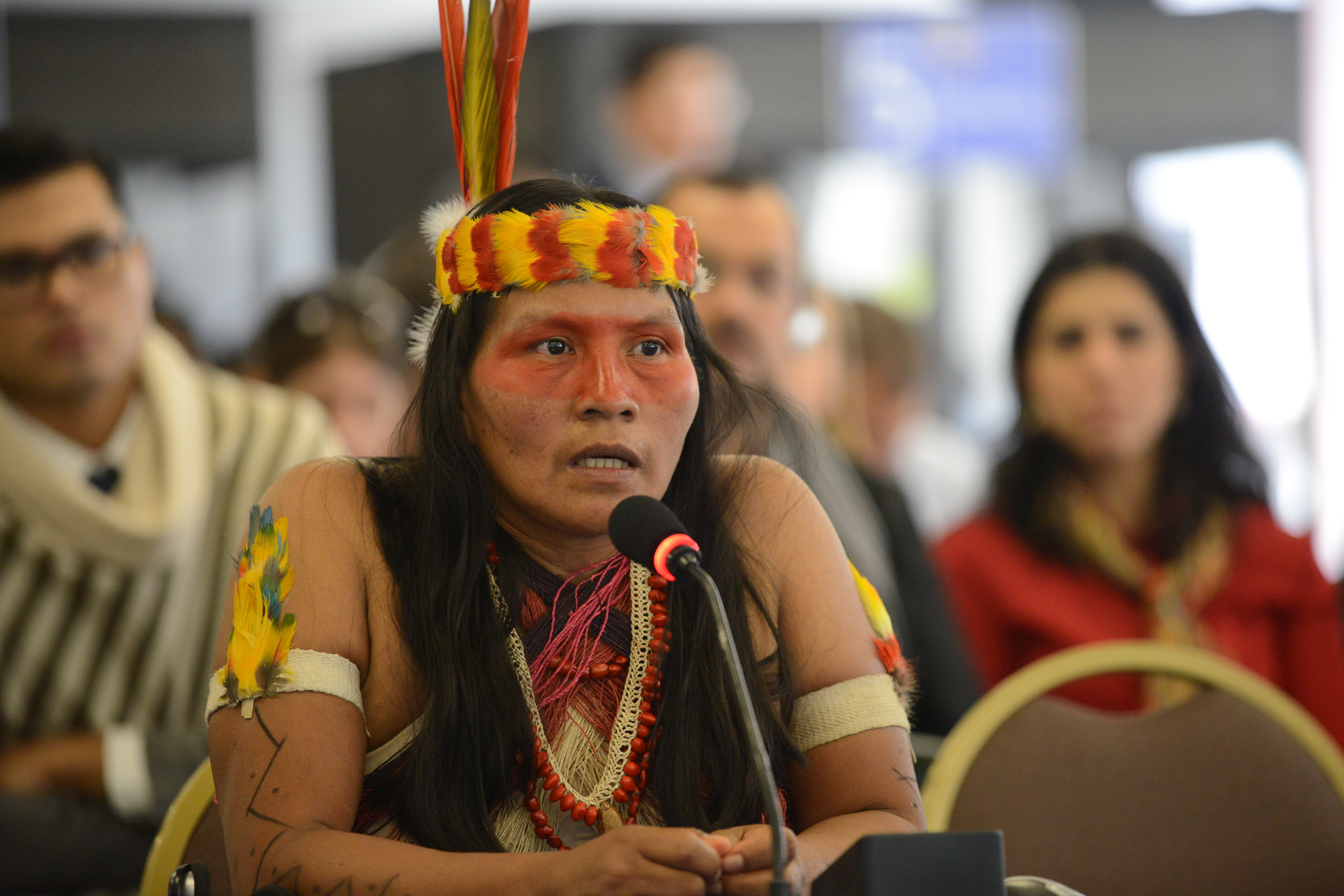
NAWE-Funktionärin Alicia Cahuiya setzt sich öffentlich für den Schutz der Tagaeri-Taromenane ein (18. Mai 2015)

In den meisten Veröffentlichungen werden alle isolierten Völker Ecuadors zusammenfassend als „Tagaeri-Taromenane“ bezeichnet. Streng genommen sind dies allerdings lediglich die beiden Familiengruppen, deren Existenz bekannt ist. Es ist nicht auszuschließen, das im Grenzgebiet zu Peru noch weitere isolierte Gruppen vorkommen, etwa die Huiñatare und Oñamenane.
Für die Tagaeri-Taromenane werden folgende Bevölkerungszahlen angenommen:
- 50 Tagaeri (1990)[46]
- 300 Taromenane[47]

Es ist allerdings möglich, dass die Tagaeri bereits seit der Jahrtausendwende aufgrund vielfacher gewalttätiger Konflikte nicht mehr als eigenständige Gruppe existieren. Es wird spekuliert, dass sich die Überlebenden den Taromenane angeschlossen haben.
Über die Taromenane ist relativ wenig bekannt, da es aufgrund ihrer Selbstisolation und Ablehnung friedlicher Beziehungen mit Außenstehenden und ihren lediglich vereinzelten Kontakten und in der Regel von Gewalt geprägten Zusammenstößen mit kontaktierten Waorani, Ölarbeitern, Holzfällern und anderen außenstehenden Akteuren bislang kaum Informationen über sie gibt. Neben der Tatsache ihrer Existenz basieren Mutmaßungen zu ihrer Personenanzahl, Geschichte und Lebenswelt vielmehr auf spekulativen Annahmen als auf fundierten Fakten. Ethnologen mutmaßen, dass es sich bei den Taromenane um ein den Waorani kulturell nahestehendes und ethnisch verwandtes, aber eigenständiges Volk mit spezifischen Charakteristika und eigenem Territorium handelt, das aus mindestens drei Lokalgruppen mit jeweils vermutlich um die 50 bis maximal 100 Personen besteht (= insg. 150–300 Personen), die sowohl Gemeinsamkeiten als auch Unterschiede in ihrer materiellen Kultur, Sprache und Lebensweise mit den Waorani aufweisen. Neben der bereits geäußerten These, dass es sich um eine Familiengruppe handelt, die sich Ende des 19. Jahrhunderts abgespalten hat, gibt es eine andere Hypothese, die von einer jüngeren Migration einer entfernt mit den Waorani verwandten Gruppe aus Peru ausgeht.
Die größte Gefahr für die isolierten Gruppen geht derzeit von illegalen Holzfällern aus, die auf der Suche nach Edelhölzern – häufig mit Zustimmung und Hilfe sesshafter Waoranigruppen – immer tiefer in den Yasuní und die ZITT eindringen. Im Umland zahlreicher Flüsse an den Rändern der Gebiete sind bereits alle gewinnbringenden Holzarten geschlagen worden und das Vordringen führt immer wieder zu Konflikten und gewalttätigen Zusammenstößen mit den Tagaeri-Taromenane. Neben dem Raubbau an den Hölzern vertreiben sie mit dem Lärm der Kettensägen die Wildtiere und gehen zudem selbst mit Gewehren für ihre Verpflegung auf die Jagd.
Obgleich auch einige blutige Auseinandersetzungen zwischen isolierten und sesshaften Gruppen bekannt sind, setzen sich die Funktionäre der politischen Waorani-Vertretung NAWE („Nacionalidad Waorani del Ecuador“) für die nachhaltige Sicherung der Schutzzone ein. Sie wissen, dass sie ihr riesiges Territorium und etliche Vorrechte gegenüber anderen Oriente-Ethnien vor allem der Existenz der sehr kleinen lokalen Gemeinschaften ihrer kriegerischen Verwandten verdanken, die weltweit im medienwirksamen Focus von Menschenrechtlern und anderen Nichtregierungsorganisationen stehen.

## Entwicklungen und Tendenzen
Der Kulturwandel bei den Waorani wird vor allem von drei Faktoren bestimmt: Von den Aktivitäten der Missionare, der Erdölförderung und der politischen Eigeninitiative.

### Mission
Seit Mitte des 19. Jahrhunderts betätigt sich die katholische Mission (zuerst Jesuiten, 1922 Josefiner, 1953 Kapuziner) sporadisch im Waogebiet. Ihre Ausrichtung wird durch das Zitat des Bischofs von Coca ersichtlich:

„Sie brauchen keine Gottesdienste. Sie brauchen Zuneigung, Gerechtigkeit und Land. Jesus wird schon zur rechten Zeit kommen. […] Wir brauchen eine schrittweise und sorgfältig vorbereitete Annäherung. […] Es gilt weder Eroberungen zu machen noch zu bekehren.“

Weitaus aggressiver und folgenschwerer war die Tätigkeit des US-amerikanischen Summer Institute of Linguistics (span.: Instituto Lingüístico de Verano), dessen Missionare 1992 von Präsident Ibarra mit weitreichenden Privilegien ausgestattet wurden (Finanzhilfen, Visa für SIL-Angehörige, Steuerbefreiungen, Konzessionen für den Luftverkehr im Oriente, Genehmigung zur Aussendung von Funk- und Radiowellen u. ä.). Diese evangelikale Organisation hat eine fundamentalistisch-konservative Ideologie mit provinzieller, puritanischer Tradition. Die Kultur der Waorani gilt ihnen (u. a. wegen ihrer Nacktheit und sexueller Freizügigkeit) als „Personifizierung des Teufels“, aus der die Indigenen nur mit Hilfe von Gott, der Bibel und wirtschaftlichem Erfolg durch Arbeit entrinnen können.
Bis auf das Massaker von Palm Beach und die Ermordung des ersten Waorani-Missionars Toña zeigten die Bestrebungen der SIL-Missionare messbare Erfolge: In den ersten 15 Jahren des SIL [bis etwa 1975] sank die Zahl der Gewalt-Todesfälle um 60 % u. der jährliche Bevölkerungszuwachs stieg um mehr als 100 %. Ursache war die Unterbrechung der Jahrzehnte andauernden, blutigen intertribalen Fehden. Die Mission organisierte eine vorbildliche Gesundheitsfürsorge (Vozandes-Krankenhaus in Shell-Mera), etablierte die Schulbildung für die Indigenen und sorgte für Mobilität (SIL-Fluggesellschaft „Alas de Socorro“). Darüber hinaus ist die evangelikale Ideologie, die kapitalistischen Werten zuspricht, grundsätzlich hilfreich bei der Eingliederung in die moderne Welt.
Was die Christen jedoch als beispiellosen Bekehrungserfolg werten, wird indes von vielen Ethnologen als einzig mögliche Flucht aus der kritischen Gewaltspirale intertribaler Konflikte interpretiert, die zu einem Genozid zu führen drohten. Dabei wird der Waoranifrau Dayuma eine besonders wichtige Rolle zugeschrieben: Sie hatte aufgrund ihrer besonderen Entwicklung unter den Fremden bei den Waorani ein hohes Prestige erlangt. Bis dahin wurden alle Außenstehenden als Cowore (Kannibalen) bezeichnet, die man töten müsse, um nicht selbst getötet und verspeist zu werden. Daher waren sie überrascht, dass es Dayuma (und zwei weiteren Waorani-Mädchen) gelungen war, so lange Zeit unter ihnen zu überleben und überdies Freiheit und Zugriff auf begehrte Zivilisationsgüter erlangt zu haben. Dies eröffnete ihrem Volk eine völlig neue Perspektive.
Obwohl die Missionare bis heute erhebliche Anstrengungen unternehmen, den christlichen Glauben geschickt zu vermitteln (etwa durch das Neuvertexten der traditionellen – unmoralischen und vulgären – Lieder mit christlichen Inhalten; mehrtägige „Kirchentage“ in den Siedlungen mit biblischen Filmen, Taufen usw.; monatelange Internierung Jugendlicher in Internaten in anderen Regionen Ecuadors; Auswendiglernen von Bibelversen; amerikanische Lehrer; nur noch Spanisch sprechen; attraktive Belohnungen für Lernerfolge) kam es nicht zu einer tatsächlichen Christianisierung. Die biblischen Inhalte werden nicht ernst genommen, christliche Moralvorstellungen nicht anerkannt, Gottesdienste nur spärlich besucht und Kirchen verwahrlosen.
Wie verschiedene Beobachtungen zeigen, nennen sich die meisten Waorani heute aus pragmatischen Gründen Christen, da dies Vorteile gegenüber der „Außenwelt“ mit sich bringt. Tatsächlich wurden Gott und Jesus nur als zusätzliche Geister ihren spirituellen Vorstellungen hinzugefügt. Gott steht dabei als zweiter – häufig weniger mächtiger – Gott neben Waengongi, dem traditionellen Schöpfergott. Die Missionare hatten von Anfang an versucht, Waengongi mit dem Christengott gleichzusetzen. Daher lautete die Übersetzung der Bibel („Das Wort Gottes“) auf Wao tededo auch „Waengonguï nänö Apaenegaïnö“ („Das Wort Waengongis“)
In der Außenwirkung der evangelikalen Mission wird dem SIL der Vorwurf gemacht, sich mit dieser Form der Befriedung der Indianer zum Handlanger US-amerikanischer Interessen und Wegbereiter für die Erdölkonzerne gemacht zu haben.

### Folgen der Ölförderung

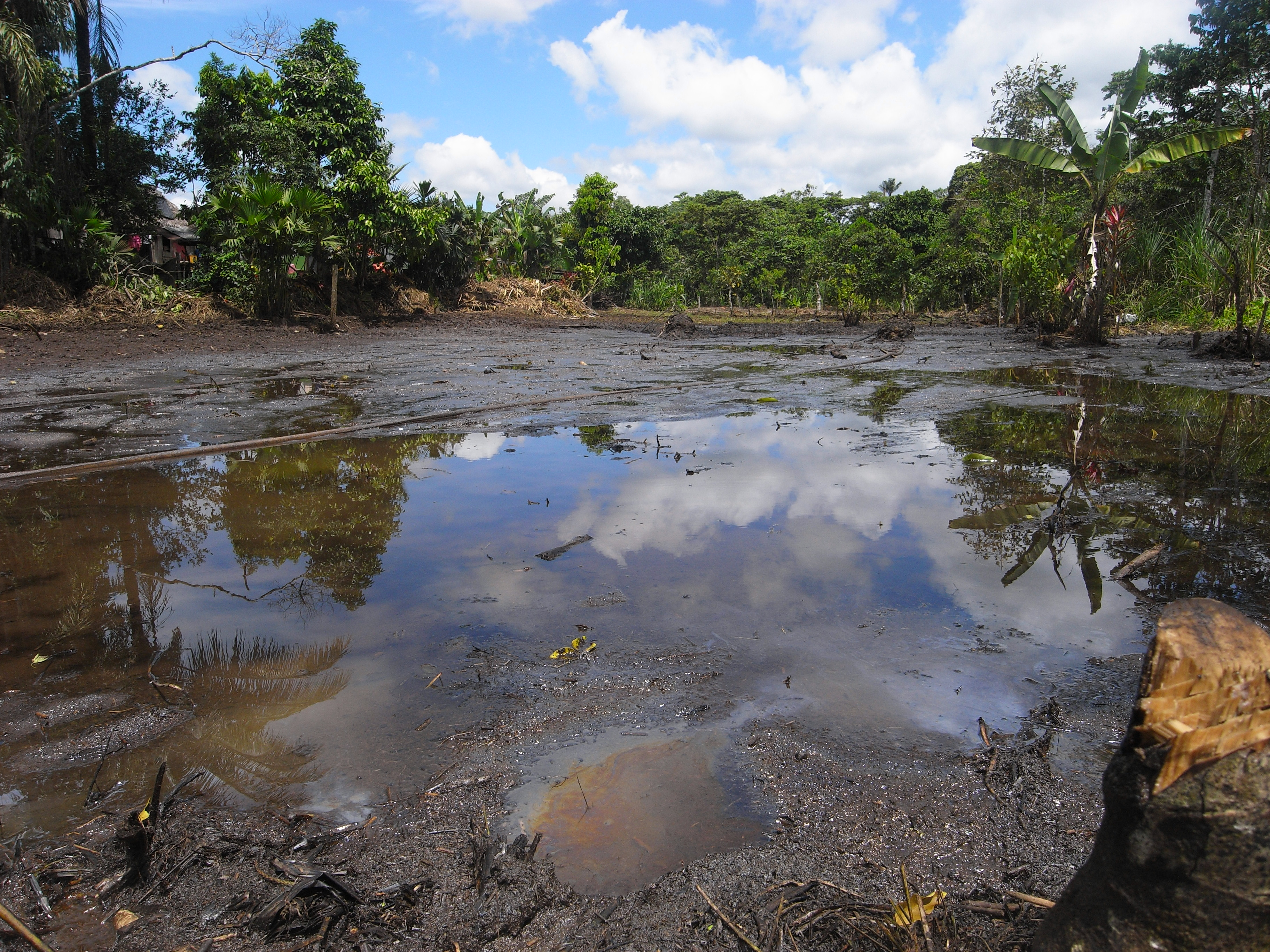
Mit öligen Rückständen aus Formationswasser gefüllte, ungesicherte Produktionsgrube im Regenwald

Die erheblichsten Folgen der Erdölförderung entstanden zwischen 1967 und 1992 im Bereich der Vía Tiguino im Rahmen der Exploration durch die Firma Texaco, die in dieser Zeit maßgeblich an der Ölkatastrophe im nördlichen Amazonastiefland Ecuadors beteiligt war. Noch heute ist die 120 km lange, von Pipelines gesäumte Piste von klebrigen Ölrückständen überzogen, die absichtlich gegen den Staub und im Sinne einer kostengünstigen Entsorgung aufgebracht wurden. Immer noch kommt es zu Leckagen an den Pipelines (im Schnitt mehr als ein Leck pro Woche) und zu explodierenden ehemaligen Bohrlöchern (durch den Gasdruck aus den darunterliegenden Kammern), die von Texaco unzureichend versiegelt worden waren. 1993 ereignete sich der größte derartige Unfall: Bohrloch „Cononaco 19“ explodierte und führte zu einem Großfeuer. 1996 explodierte ein Bohrloch in der Nähe der Waorani-Siedlungen Wamuno u. Quihuaro. Entlang der Straße findet man heute verstärkte Gesundheitsprobleme bei der Bevölkerung sowie Alkoholismus und Prostitution.
Obwohl auch andernorts Unfälle und Folgeerscheinungen der Ölförderung – wie folgt – zu beklagen sind, blieb das Territorium der Waorani auf die Gesamtfläche bezogen bis heute weitestgehend verschont.
- 2 Ölunfälle im Mai 2012: Geplatztes Ventil im Ölfeld Cononaco: 10 Barrel Rohöl laufen in den Fluss und vergiften das Wasser dreier Flüsse. Im Yasuní erkranken einige Tagaeri-Taromenane an vergifteten Fischen. Zudem ein Leitungsbruch mit 2.000 Gallonen Diesel, die in den Rio Tihuino fließen
- Einleitung der toxischen Gemische aus Öl, Wasser, Formationswasser, Säuren, Laugen und Salzen, die beim Bohren, Reinigen und Trennen entsteht, ins nächste Gewässer oder in der Nähe in 500 m² große, unpräparierte Produktionsgruben – sogenannte Piscinas („Schwimmbecken“).[65]
- Boden und Gewässervergiftung mit krebserregendem Benzol im Umfeld der Pipelineleckagen, Piscinas und Förderstellen. Dort ist eine Zunahme beziehungsweise erstmaliges Auftreten chronischer Leiden wie Hautausschlägen, Magen- u. Darmerkrankungen, Atembeschwerden, Kopfschmerzen, Allergien, Konzentrationsstörungen, Abgeschlagenheit, Krebs, Kindersterblichkeit, Missbildungen, und Kinderkrankheiten zu verzeichnen[66]
- Erdgas-Abfackelung an den Bohrlöchern: Jahrzehntelang brennen bis zu 30 Meter hohe Gasfackeln, die über sauren Regen Wellblechdächer zerfressen, Wasser und Böden mit Ruß und den Kohlenwasserstoffen verseuchten, was zu Fischsterben und geringeren Fruchterträgen führt. Außerdem staut sich unter der Rußglocke die Sonnenwärme, die wiederum die Regenhäufigkeit verringert
- Nicht mehr benötigte Anlagen, Maschinen, Tanks etc. werden im Wald zurückgelassen[67]
- Um neue Bohrstellen zu erschließen, wurden ganze Dörfer verkauft
- Flugpisten der Ölsucher (z. B. am Rio Cononaco) und Pipeline-Trassen wurden früher mit reichlich Herbiziden vegetationsfrei gehalten. Das verseuchte den Boden auf Jahrzehnte.[68]

Diese ökologischen und gesundheitlichen Folgen sowie mangelnde politische Kontrolle (Die Ölförderung ist rein profitorientiert und demnach ohne minimale Schutzstandards), Korruption, Gewalt und Menschenrechtsverletzungen führten zu diversen sozialen Spannungen. Das Territorium der Waorani und ihre indigenen Rechte wurden immer wieder missachtet.

#### Erdöl im Oriente: Hintergründe und Aussichten
Da Rohöl die Hälfte der ecuadorianischen Exporte ausmacht, ist das Thema hochpolitisch und das Interesse an den Waorani für Politik und Wirtschaft nur zweitrangig. Nur so ist es zu erklären, dass die Regierung die Gefahren herunterspielt und zweifelhafte „Alibi-Maßnahmen“ zur Sanierung durch die beteiligten Firmen toleriert. So haben etwa Trupps von angeheuerten Kolonisten ohne jegliche Schutzmaßnahmen einen halben Meter Erde in die Piscinas geschüttet, die Schadstoffe in den nächsten Fluss geleitet oder in Plastiktüten anderswo im Wald vergraben.
Aufgrund der internationalen Aufmerksamkeit und erheblichen Imageschäden bei den Ölmultis, zeichnen sich seit den 1990er Jahren dennoch Verbesserungen ab: Zufahrtsstraßen sind viel schmaler und frei von Ölrückständen, neue Pipelines verlaufen unterirdisch, Ölschlamm soll von Bakterien zersetzt werden, Verträge, Umwelt- u. Entwicklungspläne zwischen den Firmen und der Bevölkerung werden geschlossen und einige Ölfirmen unterstützen die Waorani in ihrem Konzessionsgebiet finanziell in verschiedener Hinsicht (wenngleich die eingesetzten Summen als viel zu gering kritisiert werden).
Da eine soziale und ökologisch neutrale Ölförderung in Regenwaldregionen nicht möglich ist und da die schwindende Ressource Erdöl vermutlich in Zukunft deutlich an Wert gewinnen wird, ist zu befürchten, dass der positive Trend sich nicht nachhaltig fortsetzen wird.
Bislang führte die Erdölförderung im Amazonastiefland nicht zum erhofften Aufschwung. Beachtenswert im Hinblick auf die Verhältnismäßigkeit der Ölförderung und der davon beeinflussten Indigenen ist auch die Tatsache, dass die 1995 geschätzten 1,4 Mrd. $ Ölreserven im Waorani-Gebiet gerade einmal für 13 Tage US-amerikanischen Autoverkehr ausreichen.

### Politische Eigeninitiative
Die Waorani besitzen unter allen indigenen Völkern Ecuadors das mit Abstand größte legal anerkannte Territorium. Darüber hinaus genießen sie und die Kichwa am unteren Napo spezielle Wohn- und Nutzungsrechte im 9.823 km² großen Yasuní-Nationalpark. Wie in den nordamerikanischen Indianerreservaten verfügen die Indigenen zwar über offizielle Landrechte als Grundeigentümer („Propiedad Comunitaria de la Tierra“), besitzen allerdings letztlich keine umfassenden territorialen Rechte nach ecuadorianischem Recht. Sie haben nur Ansprüche auf die Nutzung der Landoberfläche. Rechte über den Luftraum, die unterirdischen Ressourcen und Ölvorkommen der Region hat nur der ecuadorianische Staat. Daher fordern die Waorani unter dem Motto „Monito Ome Ecuador Quihuemeca“ (Unser Land in Ecuador) seit Jahren vom Staat weitergehende Landrechte, größere Einflussmöglichkeiten und mehr Entscheidungsmacht über ihr Territorium.
Es gibt mittlerweile eine ganze Reihe von Waorani-Organisationen, die sich für verschiedene Dinge einsetzen. Offiziell als zentrales politisches Organ anerkannt wird jedoch nur die „Nacionalidad Waorani del Ecuador“ (NAWE), die 1990 unter dem damaligen Namen „Organización de la Nacionalidad Waorani de la Amazonia Ecuatoriana“ (ONHAE) gegründet wurde. Eine weitere einflussreiche Vereinigung ist die Frauenorganisation der Waorani „Asociación de Mujeres Waorani de la Amazonia Ecuatoriana“ (AMWAE), die sich durch eigene politische Ziele, Aktivitäten und Projekte von der ONHAE/NAWE abgrenzt.
Allen gemeinsam ist die Forderung einer größeren Autonomie. Dies wird jedoch erheblich erschwert durch die nach wie vor prägende segmentäre Gesellschaftsstruktur. Die Funktionäre der NAWE verfolgen daher schwerpunktmäßig die Interessen ihrer eigenen Sippe und die einzelnen lokalen Gemeinschaften haben alle ihre eigene ethnische Identität und damit verbundene abweichende Vorstellungen.
Als heterogene Gesellschaft haben sie keine einheitliche Meinung und vertreten keine geschlossene Position. Ihre segmentäre Gesellschaft ist vielmehr in einzelne Interessengruppen gespalten, die situationsbedingt für und gegen die Ölförderung sind und mal mit den Erdölunternehmen verhandeln und zusammenarbeiten und mal Widerstand gegen sie leisten.

## Religion und Mythologie der „Jaguarleute“
Die ethnische Religion der Waorani (die zum Kulturareal "Anden-Ostrand" gezählt wird) ist – wie ihre gesamte Kultur – schwer zu fassen, variabel und pragmatisch. Sie erklärt einige Rätsel des Lebens, bleibt dabei jedoch widersprüchlich und uneinheitlich. Traditionell spielt die Religion im Alltag nur eine geringe Rolle. Es gibt weder Moralvorstellungen, die religiös konstituiert sind, noch verbindliche Zeremonien, die jeder Waorani durchführen muss. Zwei (nicht streng gehandhabte) Rituale sollen die Menschen zu Wachstum, Reife und Vermehrung anregen: die Hochzeitszeremonie und das Ohr-Piercing aus dem Holz des Balsabaums, das Verheiratete kennzeichnet.
Waengongi wird der Schöpfergott genannt. Bis zur Missionierung wurde er jedoch weder verehrt noch gefürchtet. Danach wurde er von den Christen mit dem Gott der Bibel gleichgesetzt; von den Waorani jedoch zumeist als traditioneller Hauptgott beibehalten. Die Geisterwelt besteht zum einen aus bösen Geistern (Wene), die von übelwollenden Geisterbeschwörern (Ido) ausgesandt werden, um Tod und Verderben zu bringen; und zum anderen aus den tiergestaltigen Geistern Verstorbener.
Der Jaguar gilt als Bewahrer der spirituellen Welt, während der Hund als sein schärfster Konkurrent und Störer des menschlichen Seelenheiles gilt. Er verkörpert die folgenschweren Veränderungen im Glauben und der gesamten Vorstellungswelt im Zuge des Kulturwandels.
Es gibt verschiedene spirituelle Spezialisten, die unter dem Einfluss der psychedelischen Droge Ayahuasca glauben, Kontakt zur Geisterwelt aufnehmen zu können: Der vorgenannte Ido schickt auf diese Weise angeblich Krankheit und Tod; während die guten Spezialisten behaupten, sie könnten den Standort der Beute auf spirituellem Wege bestimmen, das Wohl und Wehe von entfernt lebenden Verwandten oder drohende Raubüberfälle voraussagen. Sie nennen sich „Väter“ oder „Mütter“ einer bestimmten Tierart – die in ihnen wohnt – und senden ihre „Kinder“ aus. Das sind die Tiere selbst, zu denen dann eine spirituelle Verbindung aufgenommen wird, um die gewünschten Informationen zu erhalten. Da der Jaguar in der Mythologie der Waorani eine besonders wichtige Rolle spielt, gelten auch „Jaguarvater“ (Menye Waempo) und „Jaguarmutter“ (Menye Baada) als besonders mächtige Vermittler. Wird hingegen jemand beschuldigt, ein Ido zu sein, schwebt er fortan in Gefahr, getötet zu werden.
An erster Stelle drehen sich die religiösen Vorstellungen der Waorani aufgrund ihrer kriegerischen Kultur um den Tod und das Töten. Jeder Todesfall ist für sie Folge einer Gewalttat, die irgendwie durch einen Ido oder einen „Kannibalen“ (Cowore, Fremde) begangen wurde. Sie fühlen sich daher ständig als Opfer und sehen die latente Gefahr als das größte Hindernis für die Freiheit des Handelns und das Recht auf Leben an.
Verstorbene werden – bei korrekt durchgeführtem Ritual – von einem Jaguar geholt, der dann aus dem Leichnam einen Jaguarwelpen entstehen lässt. Ein Mann wird dabei zur Katze, eine Frau zum Kater. Darüber hinaus gibt es auch die Vorstellung eines Paradieses als Ort unbegrenzter Jagdmöglichkeiten (Diese Idee könnte auf christliche Einflüsse zurückgehen).
Das Leben gilt als kontinuierlicher Prozess, dessen Erfolg auf dem harmonischen Zusammenspiel der verschiedenen Lebewesen und Naturelemente beruht. Dieser innige Bezug zur Natur spiegelt sich auch in der Vorstellung von den in Menschen lebenden Tieren (siehe auch Alter Ego > Ethnologie) und im Ursprungsmythos wider, bei dem der heilige Kapokbaum eine zentrale Stellung einnimmt. Dieser Mythos wird im Gegensatz zu vielen anderen Mythen recht einheitlich erzählt. Im Folgenden eine Zusammenfassung:
Sonne (Naenqui) und Sterne (Nemoidi), die im Himmel (Onae) wohnen, zeugten zwanzig „Stämme“, die anschließend weit voneinander entfernt auf der Erde (Injipoga) lebten und unterschiedliche Sprachen sprachen. Diese „Stämme“ gelten als Menschen in der Gestalt von Tieren. Auf Injipoga wuchs der heilige Kapokbaum, in dem damals ein dämonischer Adler hauste, der alle Tiere fraß, die dem Baum zu nahe kamen. Die Tierstämme wollten diese Gefahr bannen. Dies gelang jedoch erst – nach einigen Fehlversuchen verschiedener Tiere – der Spinne und dem Biber. Die Spinne wob um den schlafenden Adler herum ein Netz und der Biber fällte schließlich den Baum. Der Adler kam dabei ums Leben, doch er verwandelte sich in die Flüsse und den Wald mit allen heutigen Tieren. Gleichzeitig verwandelten sich der Jaguar-Stamm in die Waorani. Aus allen anderen Tierstämmen, die der Adler nicht gefressen hatte, wurden die Feinde der Waorani. Die Jaguarleute zogen ihre Lehre daraus und beschlossen, nie wieder den heiligen Baum zu fällen.
Heute sind 80–90 % der nicht isolierten Waorani offiziell Protestanten und 10–20 % Katholiken. Die alten Vorstellungen existieren jedoch weiterhin – zum Teil vermischt mit christlichen Vorstellungen – und die Geisterbeschwörer agieren im Verborgenen und werden nach wie vor konsultiert. Den Lehren der christlichen Religion wird keine große Bedeutung im Leben beigemessen.

## Konstitution und Kultur

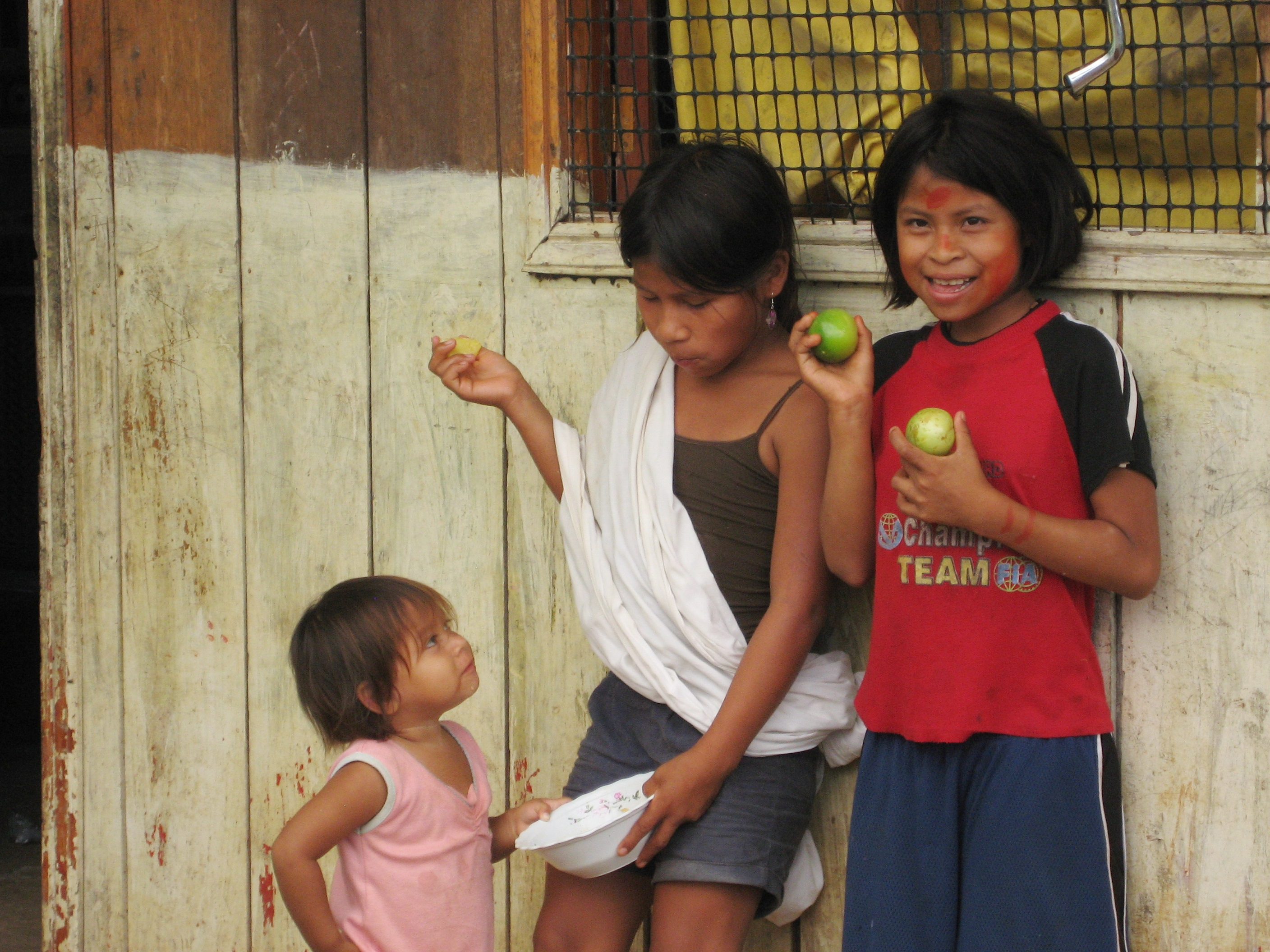
Waorani-Kinder 2008

Die Waorani sind von gedrungener, muskulöser Statur bei einer durchschnittlichen Körpergröße von 1,55 m. Als Anpassung an das Tropenklima deutet diese Kleinwüchsigkeit wie bei den afrikanischen Pygmäen auf eine sehr lange Entwicklungszeit in den tropischen Regenwäldern hin.
Etliche Erstberichte von Kontakten zu vorher isolierten Waorani attestieren den „Unzivilisierten“ eine äußerst robuste Gesundheit sowie eine überdurchschnittliche Kondition und Beweglichkeit bis ins hohe Alter. Der permanente direkte Kontakt zu ihrer natürlichen Umwelt hat außerdem zu besonders ausgeprägten Sinnesleistungen geführt. Ihr Wissen über die komplexen ökologischen Zusammenhänge und Prozesse ihrer Umwelt ist sehr umfangreich. Da sie keine Schrift kennen, ist ihr Gedächtnis ebenfalls ausgesprochen leistungsfähig. Bei der Wiedergabe von Wissen oder Mythen achten sie peinlichst darauf, dass sich keine Fehler einschleichen. Junge Huaorani lernen beispielsweise spielerisch bis zu 60 Bibelverse in kurzer Zeit auswendig.

### Kulturstandards
Der Ethnologe Heiko Feser beschreibt die Waorani als „lustiges Völkchen“, das in allen Dingen Anlass zu Freude und Belustigung sieht – allerdings auch im Sinne von offener Schadenfreude. Überdies sind Pragmatismus – bisweilen auch im Sinne sehr wechselhafter „Wahrheiten“ – verbunden mit sehr viel Geduld und Toleranz ihre herausragenden Kulturstandards. Ihre „kalte Orientierung“ an den natürlichen Gegebenheiten und festen Traditionen erklärt, warum sie Westlern oftmals unorganisiert und ziellos erscheinen. Trotzdem sind sie sehr interessiert an technologischen Neuerungen und Handelsbeziehungen. Wenn es ihnen sinnvoll erscheint, können sie äußerst anpassungsfähig sein.
Seit dem zunehmenden Druck durch fremde Eroberer und Siedler haben die Waorani eine erhöhte Gewaltbereitschaft – auch innerhalb der einzelnen Lokalgruppen – entwickelt. Sie neigen leicht zur Erregung und erheben ungewöhnlich schnell ihre Waffen. Viele Ethnologen gehen jedoch aufgrund der ebenso vorhandenen hoch geschätzten Wertvorstellungen „Großzügigkeit“, „Kooperation“ (außer mit Fremden) und „Reziprozität“ davon aus, dass sie früher längere Zeit in Frieden lebten und Blutfehden und Kriege eher die Ausnahme waren.

### Traditionelle Kultur

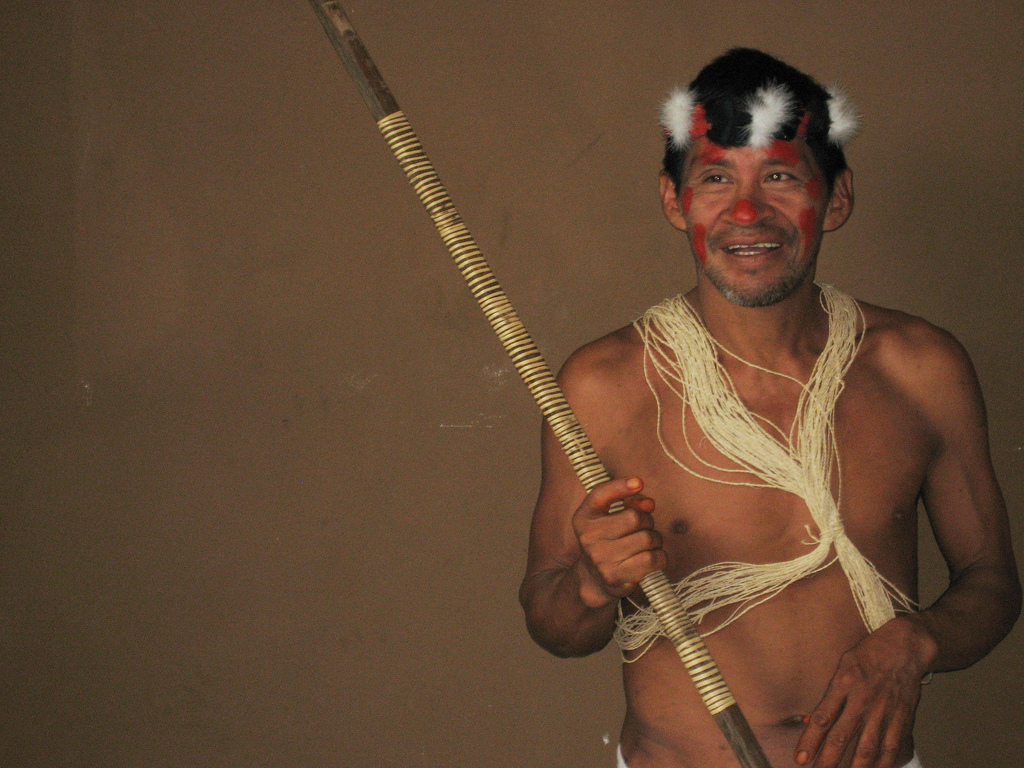
Anführer der Huaorani

Vor dem Kontakt mit der globalen Gesellschaft waren die Waorani ein Schulbeispiel für eine egalitäre Gesellschaft, bei der jedes Mitglied freien Zugang zu allen Ressourcen hatte und niemand dauerhaft Macht über Andere ausübte. Jegliche Dinge konnten aus den vorhandenen Materialien selbst hergestellt werden und die Nahrungsmittel wurden zu gleichen Teilen auf alle Mitglieder aufgeteilt. Anführer waren zumeist die ältesten Eheleute einer lokalen Gemeinschaft. Sie wurden jedoch nur als „Primus inter pares“ anerkannt und übten keine echte Herrschaft aus (→ Akephalie).
Davon abgesehen war die traditionelle Kultur extrem heterogen, da die einzelnen Gruppen aufgrund einer stark ausgeprägten Individualität zur Separation neigen und demzufolge sehr schnell eigene Muster entwickeln. Daher ist es nahezu unmöglich, verallgemeinernde Aussagen über ihre diversen Subkulturen zu machen. Daher trafen die folgenden Punkte – beziehungsweise treffen noch heute bei den Isolierten – nicht unbedingt auf alle Lokalgruppen zu:

#### Bräuche
- Bis auf die Hüftschnur (Komi) der Männer, unter der die Penisvorhaut festgeklemmt wird, tragen beide Geschlechter keinerlei Kleidungsstücke
- Auf schöne Haare wird viel Wert gelegt.[98]
- Frauen entfernen sich die gesamte Körperbehaarung[99]
- gegenseitiges Lausen und Verzehren der Parasiten[100]
- Mit der Frucht eines Pfeffergewächses werden häufig die Zähne schwarz gefärbt, um das Faulen zu verhindern[101]
- Geometrische Körperbemalungen mit Achiote-Samen[102]: Krieger färben ihre Füße und Fesseln rot, Frauen tragen zu festlichen Anlässen eine aufgetragene „Gesichtsmaske“[103]
- Große, mit Flussgips weiß gefärbte Balsaholzpflöcke in beiden Ohrläppchen kennzeichnen Verheiratete. Sie werden jedoch nicht immer getragen.[104]
- Neugeborene werden von der Großmutter auf Krankheiten oder Missbildungen untersucht. Ist es gesund, gibt sie ihm symbolisch die Brust. Ist es krank, wird es in den Wald gebracht und ausgesetzt. Die Nachgeburt wird im Wald vergraben. Nach alledem geht die Mutter direkt wieder ihrem Tagewerk nach.[105]
- Singen (allein oder gemeinsam, spontan improvisierte, monotone Melodien und sich wiederholende Texte) und Tanzen (nach Geschlechtern getrennt, häufig die ganze Nacht, bei Festen tagelang, vielfach „Polonaisen“ oder extrem wilde Tänze ähnlich dem Pogo) sind ausgesprochen populär[106]
- zahlreiche Feste im Jahreslauf[107]
- unvergorene Chicha („Spuckebier“) ist das höchst populäre Getränk zu allen Anlässen
- Beim Umzug werden die Hütten verbrannt und der Ort wird nie mehr betreten. Auch Hausrat wird verbrannt, außer Waffen, Körbe u. Hängematten[108]

#### Eigentum, Besitz, Handel

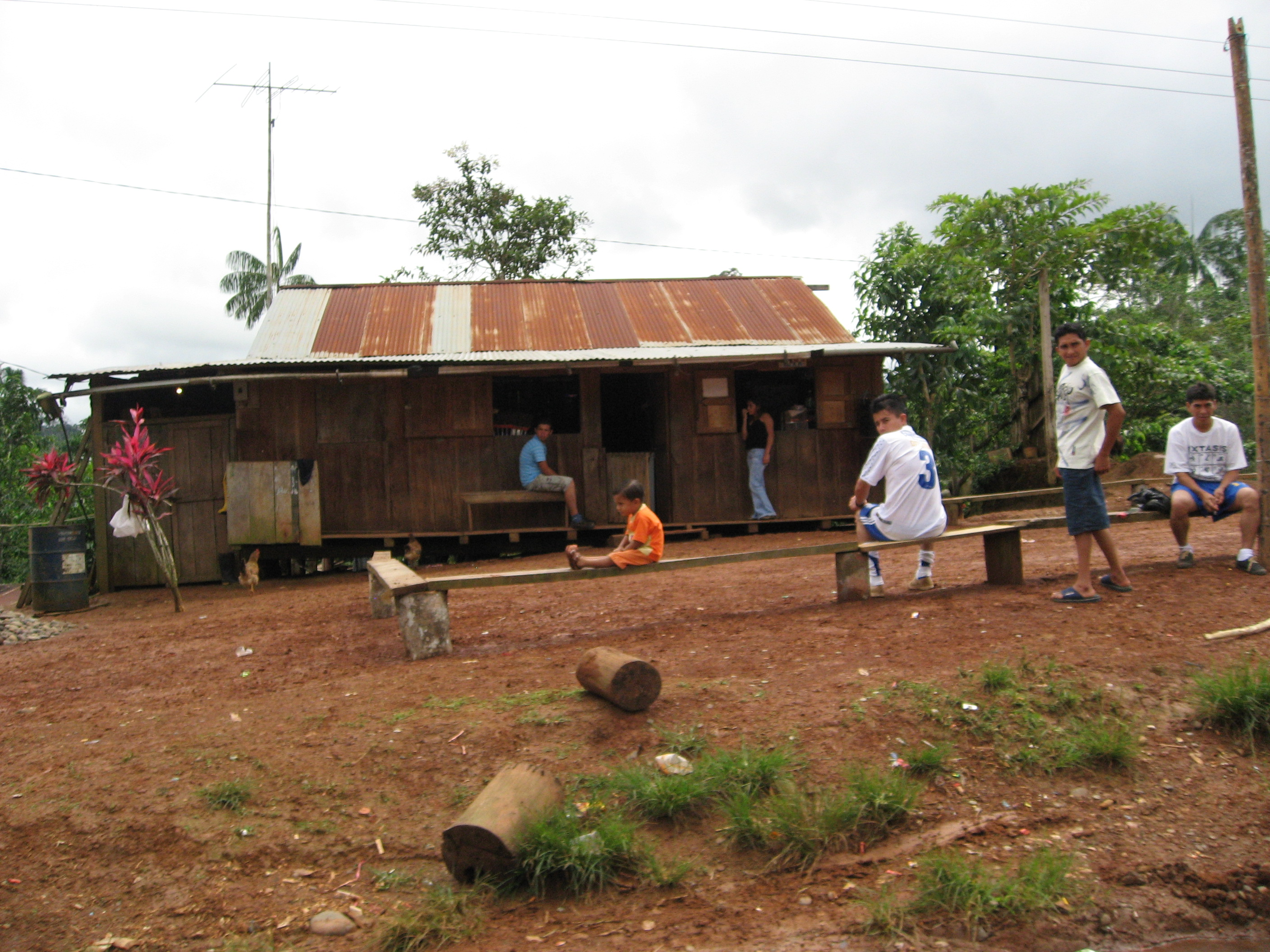
Moderne Waorani-Siedlung (von den Blechdächern ist man wg. des Hitzestaus und des Lärms bei Regen z. T. wieder zu den traditionellen Palmdächern zurückgekehrt)

Alle Dinge an einem Siedlungsplatz stehen jedem Mitglied der Familiengruppe zur freien Verfügung. Der Hersteller einer Sache erlangt einen höheren Status, aber weder das Eigentum noch ein Vorrecht an der Sache. Jeder traditionelle Waorani hat demnach die moralische Verpflichtung, die ungefragte Nutzung „seiner“ Dinge zu dulden. Der Nutznießer gibt irgendwann etwas Gleichwertiges zurück, ohne dass Zeit und Umfang reglementiert werden. Solche nicht-reziproken Beziehungen erzeugen weder Wettbewerb noch Abhängigkeit, weder Gläubiger noch Schuldner. Individueller Landbesitz war den Waorani gänzlich unbekannt.
Der Tauschhandel mit Fremden basiert – anders als in Europa – auf einem Nachfragesystem: Eine gewünschte Ware wird vom „Käufer“ gefordert, nicht vom „Verkäufer“ angeboten. Dadurch entsteht eine zeitlich unbestimmte Pflicht zur Gegenleistung nach dem Gutdünken des Käufers. Es gibt keine Preise, keine Umrechnung in Werteinheiten und keinen (vereinbarten) Gewinn; der Handel basiert ausschließlich auf gegenseitigem Vertrauen und meistens gleicht er mehr einem unbefristeten Darlehen, bei dem Dinge gleicher Art, Menge und Güte zurückgegeben werden. Die meisten Waorani sind jedoch sehr großzügig, da sie auf ihr Ansehen großen Wert legen. Ungefragte Angebote oder Geschenke werden hingegen als Unterwürfigkeit gedeutet und oftmals nicht honoriert. Ebenso kommt die Verweigerung eines geforderten Gutes einer Beleidigung gleich. Früher war es einfach, irgendwann etwas Ähnliches zurückzugeben, da jeder alles selbst herstellen konnte. Bei Zivilisationsgütern (wie Gewehre, Munition, Dynamit, Macheten, Äxte, Gartengeräte, Reis, Zucker) kann das jedoch wegen der fehlenden Verfügbarkeit sehr schwierig sein, so dass sie entweder geraubt oder gegen Wildbret eingetauscht werden.

#### Recht und Ordnung
Traditionell gibt es keine Häuptlinge oder andere Anführer mit verliehener Macht. Das Ansehen aufgrund der wirtschaftlichen Erfolge oder besonderer Begabungen bestimmt den Einfluss einer Person auf die Lokalgruppe. Wer auf diese Weise einen höheren Rang erwirbt, stellt dies mit dem größten Blasrohr und den längsten Pfeilen zur Schau. Solche Personen werden zeitweilig als Anführer anerkannt. Außerdem hat jeder den gleichen Zugang zu den Ressourcen. Diese Faktoren schützen vor internen Streitigkeiten.
Ganz anders sieht dies jedoch gegenüber anderen Waoranigruppen oder gar Fremden aus:
Praktisch jede Krankheit wird von den isoliert lebenden Gruppen auf böse Geister zurückgeführt, die ein Hexer eines anderen Clans gesandt haben soll. Kann sie nicht durch einen Kundigen gebannt werden, kommt es zu Blutrache-Feldzügen. Der Stamm der Waorani wies zur Zeit der Erstkontakte bis heute eine der höchsten internen Tötungsraten auf, die jemals in einer menschlichen Gesellschaft beobachtet wurde. Schätzungen zufolge gingen etwa die Hälfte der Todesfälle unter Waorani-Männern und ein Drittel der Todesfälle unter Frauen auf intratribale Tötungen zurück.
Darüber hinaus bestand zumindest bis zur Kontaktierung eine radikale Angriffs-Philosophie: „Wenn du nicht tötest, wirst du getötet“. Daher wurde jeder junge Waorani unerbittlich zum Krieger erzogen und blutig abgehärtet. Unter anderem wurden abgetrennte Gliedmaßen von Feinden mit ins Dorf genommen, damit die Kinder sie „nochmals töten“ konnten. Alle jungen Männer und gelegentlich auch Frauen nahmen an Angriffen teil und mussten zumeist schon im Alter von 10 oder 12 Jahren ihre Väter begleiten, sich während des Angriffs verstecken und dann die toten Körper speeren. Die erste aktive Teilnahme an einem Angriff galt als Mutprobe und war eine Art Initiation, um als Krieger angesehen und respektiert zu werden. Sowohl nach erlittenen Überfällen als auch nach selbstgeführten Angriffen führten einzelne Gruppen der Waorani mitunter ein wochen- und monatelanges Leben auf der Flucht. Die immer noch stattfindenden Angriffe von nomadisierenden Waorani auf sesshafte Gruppen lassen vermuten, dass diese Verhaltensweisen auch heute noch existieren.

#### Materialkultur

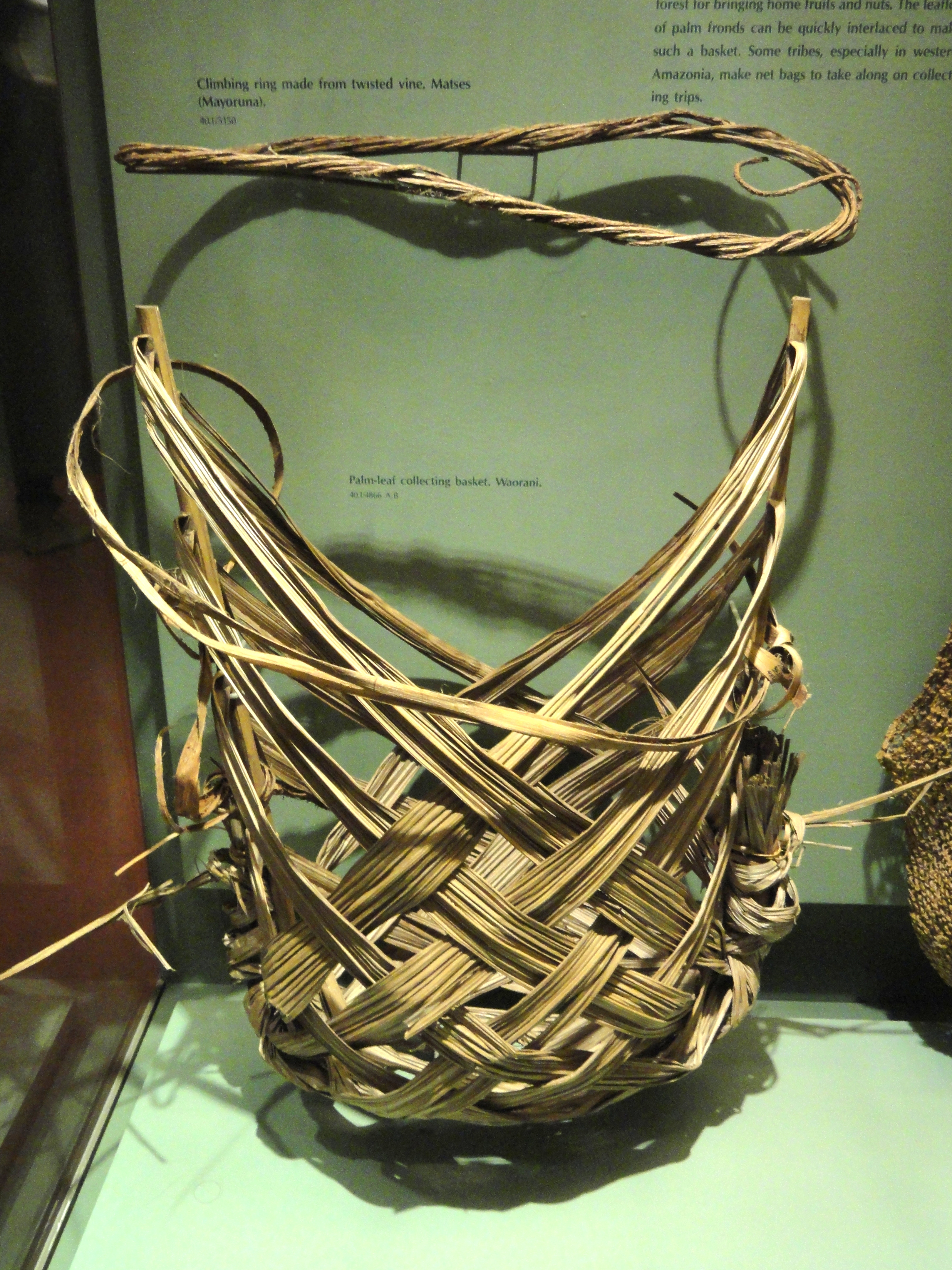
Typische Palmwedel-Umhängetasche

Die überlieferte Materialkultur ist primitiv, aber in Bezug auf den eingesetzten Aufwand für die Herstellung und den späteren Nutzen hoch effizient (Liste nach Rohstoffen sortiert):
- Hartholz der Pfirsichpalme: Blasrohr, 3,50 m lange Speerlanze, Fischspeer, Messer[119]
- Blattwedel von verschiedenen Palmen: Blasrohrpfeile,[120] „Einweg“-Rucksäcke[121] Eindeckung der Hütten[122]
- reißfeste Palmfasern (Piassava, Chambira) oder Lianen: Körbe, Fisch- u. Tragenetze[123] Hängematten,[124] Schnüre und Stricke[125]
- Baumrinde: Kindertragetuch[126]
- Blätter: Teller, Deckel, Verpackungsmaterial, Sonnenschutz[127]
- Tonerde: dünnwandige Tontöpfe für die Chicha[128]
- Kalebassen: Trinkgefäße
- Baumstamm: Einbaum im Kichwa-Stil, bis in die 1960er Jahre keine Boote
- Stein: Beile, die vermutlich nicht selbst hergestellt werden, sondern Artefakte einer historischen Kultur aus dem 11. Jahrhundert handelt, die im Wald gefunden werden[129]
- Naranjilla-Frucht: Haarwaschmittel[130]
- Samen des Kapok-Baumes: „Baumwolle“ für das hintere Ende der Blasrohrpfeile[131]

Das traditionelle Wohngebäude ist das 50–80 m² großes „Langhaus“ aus zwei bis drei Meter hohen Pfählen, die ein bis zum Boden reichendes, mit Palmwedeln gedecktes, etwas gewölbtes Giebeldach bilden. Das Haus hat zwei Eingänge an den kurzen Seiten: Einen Haupteingang zum „Dorfplatz“ – um dem insgesamt ein bis drei Langhäuser gruppiert sind – sowie einen Hintereingang zum Wald hin (wo sich auch die Toilette aus zwei Baumstämmen befindet). Weitere Öffnungen sind nicht vorhanden. Der Fußboden besteht aus gestampfter Erde. Zum Teil gibt es Trennwände, die den einzelnen Familien mehr Privatsphäre verschaffen. An der Dachkonstruktion hängen vielerlei Vorräte sowie bis zu acht Hängematten, die zum Sitzen und Schlafen dienen.

#### Familiengruppen: Onko und Nanicabo

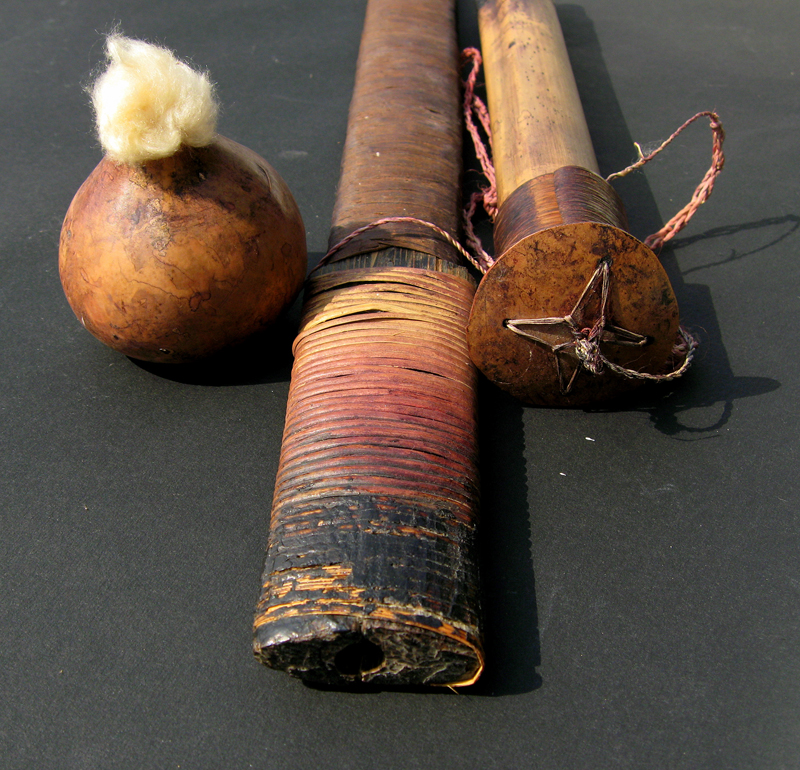
Blasrohre (Mundstück u. Austrittsöffnung mit Deckel) sowie Behälter mit baumwollartigen Pflanzenfasern für die Pfeile

Die traditionellen Langhaus-Gemeinschaften liegen alle fernab der großen Flüsse auf Anhöhen, die hier am unteren Anden-Osthang in großer Zahl vorhanden sind. Dort sind zwar die Böden für den Pflanzenanbau schlechter, so dass der Anbau kaum in unmittelbarer Nähe der Siedlungen durchgeführt werden kann; jedoch ist die Chance von Begegnungen mit Fremden in dieser Lage geringer und nahende Feinde können früher erkannt werden.
Ein Langhaus (Onko) dient einer erweiterten Familiengruppe von maximal 20 Personen als Wohnung. An einem Siedlungsplatz befinden sich meist zwei – manchmal mehr – Onkos.
Solch eine Gruppe setzt sich aus zwei bis drei patrilinearen, verschwägerten oder auch befreundete Kernfamilien zusammen, die wiederum aus fünf bis neun Personen (ein Mann mit ein bis drei Ehefrauen – die häufig Schwestern sind – mit je ein bis fünf Kindern und ggf. Enkelkinder und Ehemänner der verheirateten Töchter) bestehen. Söhne verlassen die Familiengruppe, um in eine andere Gruppe einzuheiraten oder eine neue zu gründen. Drei bis fünf solcher Siedlungsplätze im Umkreis von jeweils einigen Stunden Fußmarsch bilden zusammen einen sogenannten Nachbarschaftskern (Nanicabo), der von einem Gründungsehepaar „geführt“ wird. Demnach besteht ein Nanicabo aus rund 100 bis 200 Personen. Die ethnische Identität der traditionellen Waorani beruht auf diesen Nanicaboiri, so dass fremde Nanicaboiri – trotz gleicher Sprache und Kultur – prinzipiell als Feinde betrachtet werden. Die traditionellen Langhaus-Gemeinschaften werden immer seltener, da sie fast nur noch bei den isolierten Gruppen anzutreffen sind. Um 1957 gab es vermutlich vier Nanicaboiri mit insgesamt rund 500 Waorani.

#### Subsistenz: Jagen, Fischen, Sammeln und Gartenanbau
Die traditionelle Subsistenzwirtschaft der Waorani basiert vor allem auf Jagen und Sammeln, zum Teil auf Fischfang und ergänzendem temporärem Gartenbau (ohne Brandrodung) für jeweils zwei bis drei Jahre; sporadisch auf etlichen, kleinen Rodungsflächen, die meist in Flussufernähe liegen.
Die Waorani haben einen hohen Fleischkonsum von durchschnittlich 200 g täglich. Er wird vor allem über die Jagd mit dem Blasrohr (Umena) und Curare-vergifteten Pfeilen auf Affen (Wollaffe, Brüllaffe, Klammeraffe) und Vögel (Salvin-Hokkohuhn, Spixguan), sowie mit dem Speer (Tapa) auf Weißbartpekaris und andere größere Säugetiere gedeckt.
Die bei vielen marginalisierten Jägervölkern anzutreffenden Jagdtabus zur Schonung der Wildbestände sind in dieser Form bei den Waorani nicht bekannt. Bislang war in den Gebieten der isolierten Gruppen jederzeit genügend Jagdbeute vorhanden; es herrscht eine hohe natürliche Abundanz mit einer scheinbar unerschöpflichen Fülle an Jagdtieren, Nahrungsmitteln und Werk- stoffen. Auch die extrem geringe Besiedlungsdichte macht solche Einschränkungen nicht erforderlich. Überdies existieren keine moralischen Bedenken, Beutetiere zu quälen, wenn etwa Kinder ihre Fertigkeiten im Umgang mit den Jagdwaffen an gefangenen Tieren ausprobieren. Diese Tiere werden oftmals nicht direkt getötet, damit das Fleisch nicht verdirbt.
Fisch wird eher selten – mit kleinen Netzen, dem Fischspeer oder mit Hilfe des pflanzlichen Giftes Barbasco – gefangen.
Von insgesamt 155 Palmen, Bäumen u. Epiphyten werden die Früchte gesammelt. Besonders beliebt sind die Früchte der Buriti-Palme, Lulo- und Chontafrüchte (letztere auch zur Herstellung der Chicha).
Das Sammeln dieser Früchte, sowie von anderen wildwachsenden Nahrungs-, Medizin und Nutzpflanzen, Naturprodukten wie Rinden oder Fasern, Samen, Wurzeln, Blüten, Blättern, Palmherzen, Brenn- und Bauholz und Harzen spielt eine zentrale Rolle. Zudem werden Käferlarven (zum Beispiel von dem Rüsselkäfer Schwarzer Palmenbohrer) und wilder Honig gesammelt und als Leckerbissen verzehrt.
Nachrangig werden überdies auf den kleinen Gartenstücken in erster Linie Maniok (Yuca) (hohe Erträge bei relativ einfacher Kultur, wie Chonta zur Chichaherstellung) und Bananen, in zweiter Linie Chonta, Knollenbohne, Kakao, Mais und Erdnüsse angebaut. Die Felder können bis zu zwei Tagesreisen vom Siedlungsplatz entfernt sein. Zur Anlage eines Feldes werden die Bäume gefällt, aber nicht entfernt. Sie verrotten an Ort und Stelle oder werden nach und nach als Brennholz verwertet. In der Nähe der Langhäuser werden schließlich artenreiche Gärten (Oncoboya) für die wichtigsten Nutz- und Heilpflanzen des alltäglichen Gebrauchs angelegt. Hier werden manchmal auch noch Süßkartoffeln und Papa china angebaut.
Getrunken wird Chicha (bei den Waorani unvergoren und daher alkoholfrei) aus Yuca oder Chontafrüchten als belebendes, stärkendes und energiereiches Getränk. Eingedickte Chicha wird in ein Blatt verpackt als Reiseproviant mitgenommen. Zum Verzehr wird sie mit Flusswasser vermengt. Auch mit Wasser vermischte, zerquetschte Bananen werden getrunken. Ansonsten lässt sich frisches Trinkwasser überall aus gekappten Lianen gewinnen.

### Moderne Kultur
Seit den Umsiedlungsmaßnahmen durch die Evangelikalen, zunehmende Kontakte und technologische Neuerungen befinden sich viele Kulturelemente der Waorani in einem Anpassungsprozess (Akkulturation). Dennoch haben die Waorani ihre ethnische Identität, Kultur, Praktiken und Lebensweise als Jäger und Sammler beibehalten und ihre traditionelle Subsistenzwirtschaft ist nach wie vor grundlegend erhalten. Noch immer sprechen die Waorani ihre eigene Sprache und wechseln häufig den Wohnplatz. Die modernen Transportmöglichkeiten (Motorkanu, Mitfahrgelegenheiten auf den Ölstraßen) führen eher zu einer Ausweitung ihrer umherschweifenden Lebensweise. Auch die traditionelle Sozialstruktur und Weltsicht der Waorani ist im Wesentlichen intakt geblieben.
1975 übernahmen die Wao den Lebensstil der Kichwa, identifizierten sich mit ihnen u. verleugneten ihre Herkunft. Seit 2000 (in Folge der internationalen Aufmerksamkeit und Unterstützung) sind sie wieder stolz, Wao zu sein, obgleich sie viele Elemente des Kichwa-Lebensstiles beibehalten haben. Seit den 1960ern entstanden immer mehr „Compadrazgo-Beziehungen“ (komplexe zeremoniell-rituelle Zweckpartnerschaften zwischen Waorani und anderen Ethnien). Heute hat fast jede Waorani-Familie mehrere solcher Beziehungen, aus denen sich häufig Heiratsallianzen bilden, die noch besser geeignet sind, um kulturelle Spannungen zu vermindern.
Nicht zuletzt durch den dauerhaften Widerstand der Waorani blieb ihr Territorium bislang von der massiven Ausdehnung der Agrarindustrie, Großviehhaltung und Plantagenwirtschaft (Palmölproduktion) in das Amazonastiefland verschont.
Wie bei allen vormals isolierten Völkern entstehen durch den Kontakt mit der westlichen Welt vor allem gesundheitliche Probleme durch vorher unbekannte Ansteckungskrankheiten wie Grippe, Windpocken, Masern, Poliomyelitis, Hepatitis B und D; zudem Geschlechtskrankheiten durch Prostitution, Alkoholismus und Unfälle durch die falsche Handhabung von Vorderladern und Dynamit. Im Vergleich zu anderen Indigenen Ecuadors verfügen die Waorani jedoch über eine weitaus bessere Gesundheitsversorgung durch die medizinische Fürsorge der Erdölunternehmen und die kostenlose Nutzung inklusive Transport zum Vozandes-Krankenhaus in Shell.

#### Gegenwärtige Subsistenz und Ökonomie

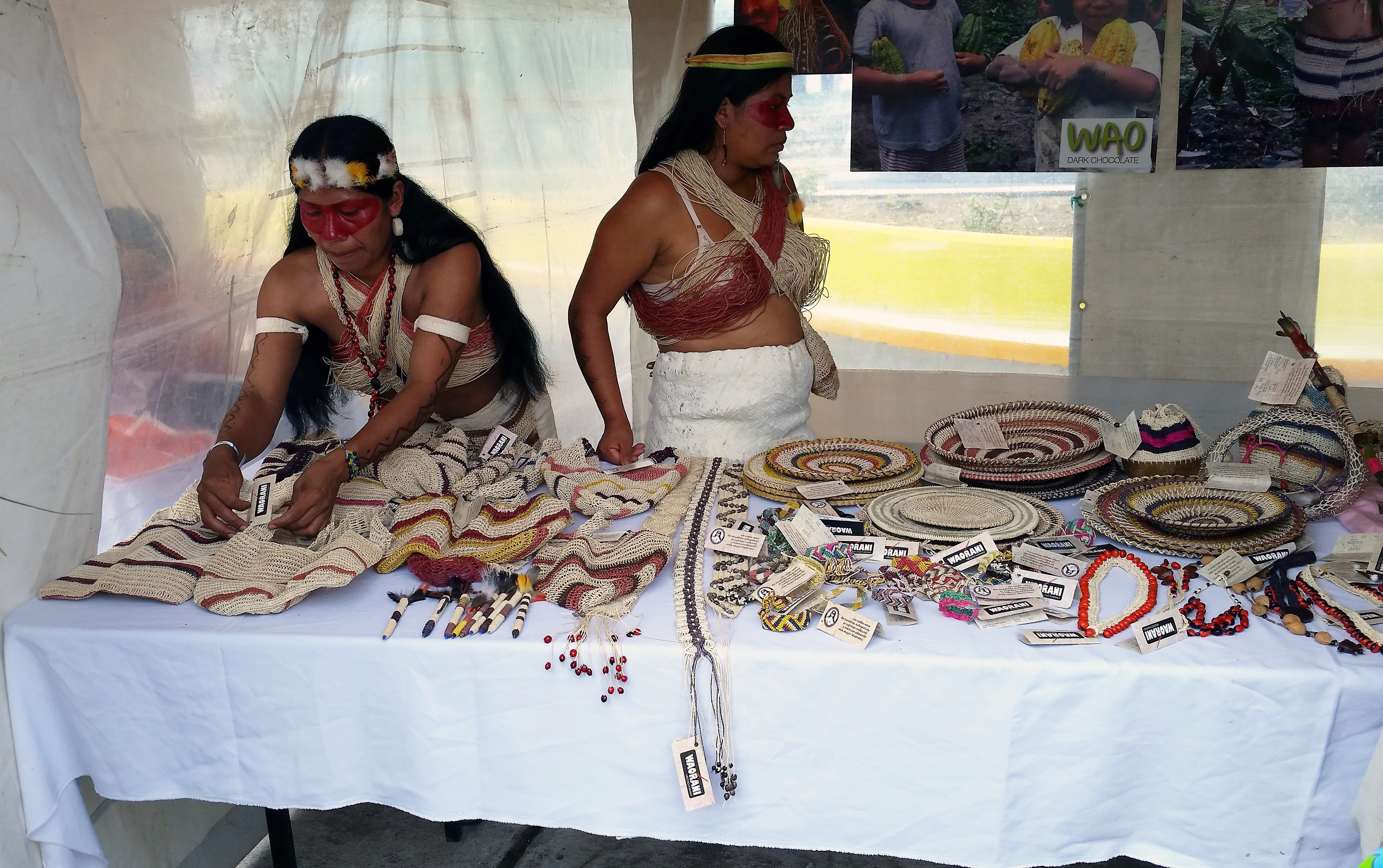
Waorani-Frauen verkaufen Handwerkskunst

Obwohl die traditionellen extraktiven Wirtschaftsformen und der Gartenbau nach wie vor eine vorrangige Rolle für den Lebensunterhalt spielen, leben die sesshaften Waorani heute nicht mehr ausschließlich davon. Vor allem die an den Ölstraßen ansässigen Gemeinden haben sich an eine (Teil-)Versorgung mit zugekauften Nahrungsmitteln oder Essenslieferungen durch die Erdölunternehmen gewöhnt. Überdies werden traditionelle Technologien zunehmend durch moderne ersetzt: Gewehre verdrängen Speere und Blasrohre, Dynamit das Fischgift Barbasco. Heute ist die Jagd durch den Einsatz von Taschenlampen auch nachts möglich. Diese Neuerungen bringen einen deutlich höheren Ertrag, vergrößern aber auch die Gefahr ökologischer Schäden; insbesondere im Umkreis größerer fester Siedlungen mit zunehmender Bevölkerungszahl.
Um die notwendigen Finanzmittel für den Erwerb moderner Güter zu erwirtschaften, stehen den Waorani etliche Einnahmequellen zur Verfügung: Etwa Arbeiten für die Ölgesellschaften als „Machetero“ (Offenhalten von Pfaden), Bewacher, Träger, Bootslenker, Hilfskoch oder Dolmetscher als (angestellte oder illegale) Touristenführer, durch die Erhebung von „Besuchsgebühren“ für Fremde (etwa Guides, NGO-Vertreter uva.) oder durch den Verkauf von Kunsthandwerk, Sammelprodukten und Wildfleisch (an die Ölarbeiter und Siedler) sowie (geschützten) Tierarten an Touristen. An erster Stelle steht jedoch (vor allem an der Vía Tiguino) der illegale Holzhandel (Zahlungen für Zugangsrechte in ihr Territorium sowie Hilfeleistungen beim Abholzen und Abtransport der Edelhölzer). Die Vermarktung landwirtschaftlicher Produkte hingegen wäre aufgrund der abgelegenen Lage der Siedlungen schwierig. Auch aus traditionellen Gründen hat die NAWE den kommerziellen Anbau und die Viehzucht verboten (wenngleich es in sehr geringem Umfang hier und da stattfindet). Im Gegensatz zu früher halten die Waorani heute auch reichlich Hühner und vereinzelt Schweine und Hunde, die sie von den Kolonisten beziehen.

#### Sozialstruktur

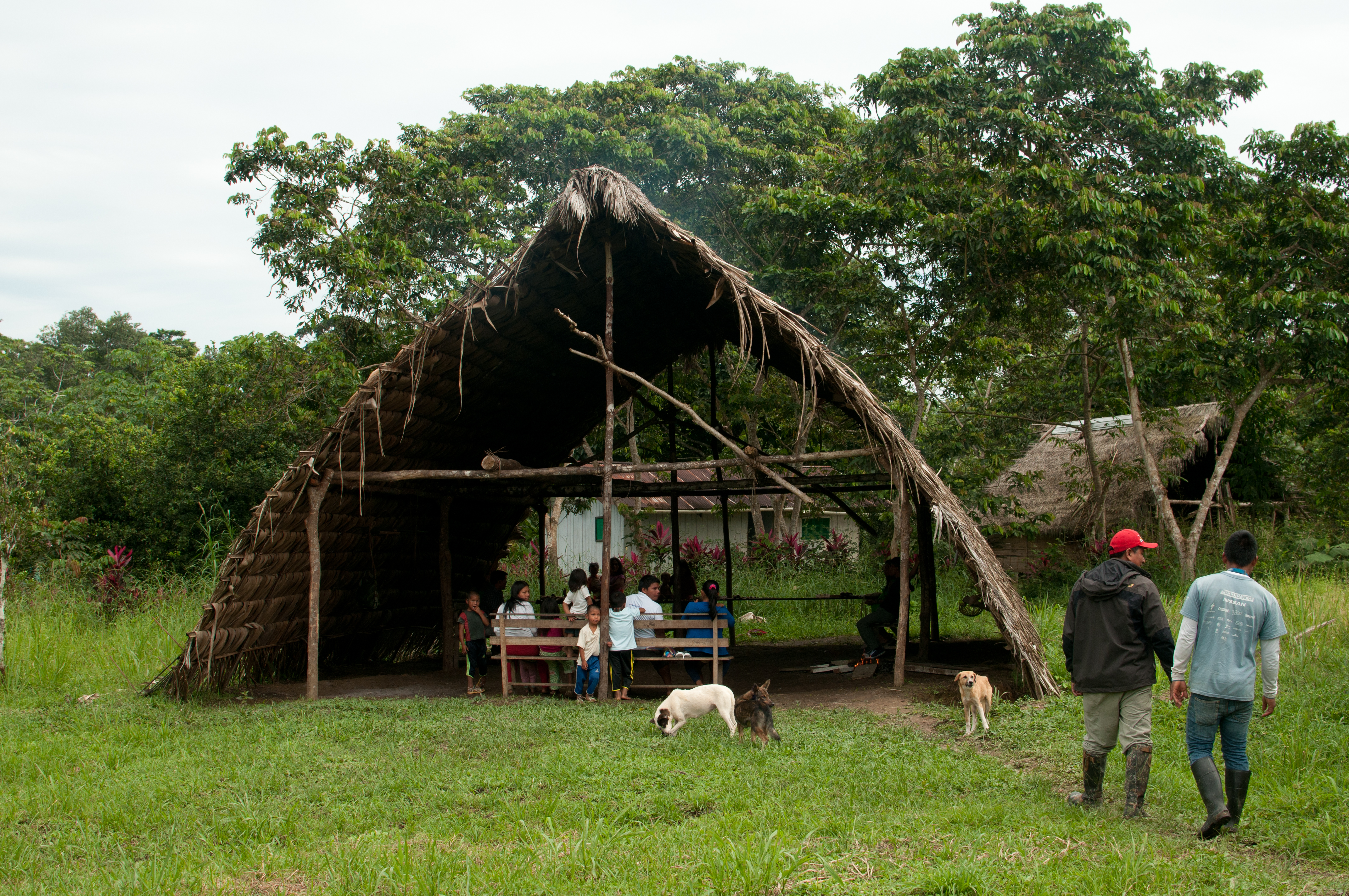
Moderne Huaorani-Siedlung. Das traditionelle Langhaus dient hier als Versammlungsraum.

Die egalitäre Sozialstruktur der Waorani wurde seit den ersten Kontakten mit der westlichen Welt beeinflusst. Zuerst waren es die sogenannten „Vermittlerfrauen“ wie Dayuma, die durch ihr Wissen und die Kontakte zu den Weißen sowie ihre Quellen für moderne Dinge einen Status erlangten, der früher nicht möglich gewesen wäre. Sie nutzten diesen Status – ganz wie sie es in der Schuldknechtschaft auf den Haziendas gelernt hatten – um sich Gefolgschaft und Gehorsam zu verschaffen. Nach der Umsiedlung in die festen Dörfer übernahmen die Funktionäre der ONHAE diese Rolle. Daneben barg die Einführung von modernen Gegenständen – die nicht jeder besaß und die nicht jederzeit ersetzt werden konnten wie die Objekte der eigenen Kultur – von Anfang an Konfliktpotential und damit soziale Spannungen. Besonders deutlich wird dies bei der Verteilung besonderer Prestigeobjekte durch die Ölunternehmen an einzelne Personen. Das Problem verschärfte sich bei Übernahme der Kichwa-Hütten, die im Gegensatz zu den traditionellen Langhäusern jeweils nur für eine Familie gebaut sind und mehrere Räume haben, in denen sich der Besitz unauffällig verstecken lässt. So wird das ursprünglich reziproke System mehr und mehr durchbrochen und es entstehen Habgier, Neid und Konflikte.

#### Kontakte, Selbstbild und Fremdbild
Seit den ersten Kontakten mit der „Außenwelt“ und verstärkt durch die weltweite Medienpopularität sind zahlreiche Akteure ins Leben der Waorani getreten, die alle ganz unterschiedliche Wertvorstellungen und Ziele haben. So haben Einzelpersonen und ganze Gruppen viele schlechte Erfahrungen mit Fremden gemacht. Missionare bieten interessante Kontakte und Hilfestellungen gegen neue Glaubensinhalte. Siedler – die die Ökologie des Regenwaldes nicht kennen – kommen aufgrund wirtschaftlicher Not oder staatlicher Anreize und roden und beuten den Wald nach eigenem Gutdünken für ein besseres Leben aus. Abenteurer, Journalisten und Touristen suchen exotische Erlebnisse, häufig ohne die Folgen für die Einheimischen zu bedenken. Unternehmen der Ölindustrie bekommen Konzessionen zur Exploration und betrachten die Indigenen häufig nur als lästige Hindernisse auf dem Weg zum Profit. NGOs der Umwelt- und Menschenrechtsbewegung – aber auch indigene Organisationen – haben diverse idealistische (zum Teil auch unrealistische) und/oder ideologische Ziele, die oftmals nicht mit den Betroffenen abgestimmt werden und viel Verwirrung stiften. Sie alle führen zu einem komplexen Konfliktszenario für die Waorani. Der enorme Widerstand gegen die Fremden, der trotz der geringen Kopfzahl der Ethnie und ihrer eingeschränkten technologischen Möglichkeiten, seit Jahrzehnten erfolgreich ist, wurzelt vor allem in ihrer Selbsteinschätzung als mutige, furchtlose und unabhängige Krieger, die sich selbst bestimmen können und bislang nie wirklich erobert wurden.
Das Bild von den Waorani wird von vielfältigen einseitigen und widersprüchlichen Vorstellungen geprägt: Für viele Ecuadorianer sind sie nach wie vor primitive Wilde („Auca“), auf die man jedoch auch neidisch ist, weil sie so viel Aufmerksamkeit von der Öffentlichkeit erfahren und ein so großes Territorium ihr eigen nennen können. In den Medien werden sie nach wie vor überwiegend durch Außenstehende repräsentiert. Dabei bewegen sich die Darstellungen der Waorani in einem Spannungsfeld von Exotisierung, Dramatisierung, Stereotypisierung, Romantisierung, Idealisierung und Diskriminierung. Mark Münzel bezeichnet sie 1976 als „gedemütigte Restgruppe“.
Im Resümee seiner Dissertation „Wir verteidigen unseren Wald“ schreibt der Ethnologe Philip Franz Fridolin Gondecki:

„Das Legitimationskapital der Waorani [basiert] im Wesentlichen auf gesellschaftlichen Überzeugungen, dass sie ein „bedrohtes Volk“ und „Opfer des Fortschritts, Kapitalismus und Raubbaus an der Natur“ sind, die sich, ihren Lebensraum und ihre Lebensgrundlagen mit allen ihnen zur Verfügung stehenden Mitteln verteidigen und rechtmäßig zu schützen versuchen. Ohne ihre prominente Rolle im Interessenkonflikt zwischen Ressourcenausbeutung und Umweltschutz im Yasuní, in dem sie aufgrund ihres kulturellen, sozialen und symbolischen Kapitals als zentrale Konfliktakteure und Symbolfiguren des Widerstands gegen die Erdölförderung fungieren und in Fremd- und Selbstdarstellungen als „Hüter des Yasuni“ erscheinen und auftreten, erhielten die Waorani wohl keine so große, mediale und öffentliche Aufmerksamkeit, Sympathie und Solidarität, die ihnen moralische Macht, Öffentlichkeits- und Legitimationsmacht verleiht, die sie in ihren Machtstrategien gezielt zur Rechtfertigung, Durchsetzung und Verwirklichung ihrer eigenen Bedürfnisse, Interessen und selbstbestimmten Lebenspläne anwenden.“

## Sprache
Die Sprache der Waorani, das Wao Terero oder Wao Tiriro, wird im Allgemeinen als isolierte Sprache angesehen. Nach Feser gelang der fundierteste Versuch einer Zuordnung der SIL-Mitarbeiterin Cahterine M. Peeke, die diese Sprache in die Sabela-Sprachfamilie stellte.
Wao Terero gilt als bedrohte Sprache. Durch Kontakt und Eheschließungen mit Kichwas breitete sich im 20. Jahrhundert insbesondere in gemischten Familien Kichwa aus. Obwohl es noch heute Kinder gibt, die mit Wao Terero aufwachsen, setzt sich durch den spanischsprachigen Schulunterricht, Migration und Integration in die ecuadorianische Gesellschaft das Spanische zunehmend als Kommunikationsmittel durch. Es gibt keine Bücher auf Wao Terero. Die einzige Ausnahme ist eine Übersetzung des Neuen Testaments in die Sprache der Waorani, die als Ergebnis der Tätigkeiten der Wycliff-Übersetzer 1992 erstmals erschien.

## Filme
- Die letzten Jäger in Ecuador, Deutschland, 2012, 43 Minuten, MDR
- TAROMENANI, El exterminio de los pueblos ocultos, Ecuador 2008, 59 Minuten. Film von Carlos Andrés Vera über die unkontaktierten Völker und ihre Konflikte mit der ecuadorianischen Gesellschaft (spanisch).
- Durch den Tod versöhnt ("The end of the spear"), USA, 2005, 102 Minuten
- Spears from all sides, USA, 2019, 90 Minuten. Dokumentarfilm über den community-basierten Widerstand der Waorani gegen Erdölförderung auf ihrem Stammesgebiet
- Waorani - Cortometraje. Mehrfach preisgekrönte Kurzdokumentation von Florencia Velozo, Edgar Acuña und Luciano Nacci bei KmSur Films (2016, auf YouTube verfügbar, spanisch)